# روح‌الله خالقی
روح‌الله خالقی (زادهٔ ۱۲۸۵ – درگذشتهٔ ۲۱ آبان ۱۳۴۴) موسیقی‌دان، آهنگساز، نوازندهٔ ویولن و آموزگار موسیقی اهل ایران بود. خالقی از شاگردان علینقی وزیری بود و در دورانی که توجه به موسیقی سنتی ایران کاهش یافته بود، با آثار و فعالیت‌های خود در حفظ و احیای جایگاه این موسیقی نقش قابل توجهی ایفا کرد.
خالقی در ماهان در استان کرمان متولد شد اما چند ماه پس از تولدش و با اتمام مأموریت پدرش در کرمان، به همراه خانواده به تهران رفت. در کودکی و تحت تأثیر پدر و مادرش که هر دو نوازندگی می‌دانستند با موسیقی آشنا شد. تحصیلات ابتدایی خود را در تهران، شیراز و اصفهان سپری کرد. پدرش با اینکه به موسیقی علاقه داشت اما با انتخاب این هنر به‌عنوان یک حرفه برای پسرش مخالف بود. با این‌حال، گرایش روح‌الله خالقی به موسیقی باعث شد تا در نوجوانی با دیدن آگهی برپایی مدرسهٔ موسیقی وزیری، در آنجا نام‌نویسی و تحصیل موسیقی را آغاز کند. وی از ۱۹ سالگی در مدرسهٔ موسیقی مشغول به تدریس شد و همزمان تحصیلات خود را در دارالفنون و پس از آن در دانشسرای عالی تا مدرک کارشناسی در رشتهٔ فلسفه و ادبیات فارسی ادامه داد.
خالقی چند سال در وزارت معارف خدمت کرد؛ منشی مخصوص دفتر وزیر، معاون دفتر وزارتی، و معاون ادارهٔ موسیقی کشور و هنرستان عالی موسیقی، از جمله سِمت‌های وی بودند. خالقی در سال ۱۳۲۲ با دعوت از چند موسیقی‌دان ایرانی، «ارکستر ملی» را تشکیل داد. در سال ۱۳۲۸ نیز «انجمن دوستداران موسیقی ملی» را تشکیل داد که بعداً به هنرستان موسیقی ملی تغییر نام یافت. خالقی کنسرت‌های متعددی را توسط ارکستر این انجمن به اجرا درآورد. همچنین، خالقی نخستین نشریهٔ مستقل موسیقی ایران را با نام مجلهٔ چنگ تأسیس و مقاله‌های تخصصی بسیاری نیز در مطبوعات مختلف منتشر کرد. رهبری ارکستر گل‌ها، سرپرستی ارکسترهای شمارهٔ یک و دو رادیو، و عضویت در شورای موسیقی رادیو از دیگر فعالیت‌های وی بود.
خالقی چندین کتاب مهم در زمینهٔ موسیقی ایرانی و غربی نوشت. سرگذشت موسیقی ایران در سه جلد که نام وی را به‌عنوانِ «نخستین تاریخ‌نگارِ موسیقی شهری ایران» مطرح کرد و نظری به موسیقی دربارهٔ مبانی موسیقی کلاسیک و موسیقی ایرانی در دو جلد، از مهم‌ترین آثار چاپی او به‌شمار می‌آیند.
از خالقی به‌عنوانِ «بنیانگذارِ موسیقی ملی ارکسترال» نام برده می‌شود؛ به‌همین دلیل او را از نخستین «آهنگ‌سازان حرفه‌ایِ کامل در ایران» دانسته‌اند که در این سبک به شهرت رسید. وی قطعات موسیقی بسیاری ساخت که در همهٔ آنها به موسیقی ایرانی توجه و پرداخته شده‌است. در آثار او گرایش به کنترپوان، استفاده از هارمونی خاص برای حفظ اصالت موسیقی ایرانی، اهمیت به زیبایی ملودی و ترویج موسیقی بدون کلام مشهود است. قطعات و تصنیف‌هایی همچون، رنگارنگ شماره ۱ و ۲، «بهار دلنشین»، «حالا چرا»، «خوشه‌چین»، «چَنگِ رودکی»، «میِ ناب» و «سرود نفت» از جمله ساخته‌های خالقی هستند که در میان مردم به شهرت رسیدند. سرود مشهور «ای ایران» که از آن به‌عنوان سرود ملی غیررسمی ایرانیان یاد می‌شود نیز، از جمله ساخته‌های او است.

## زندگی

### دوران کودکی

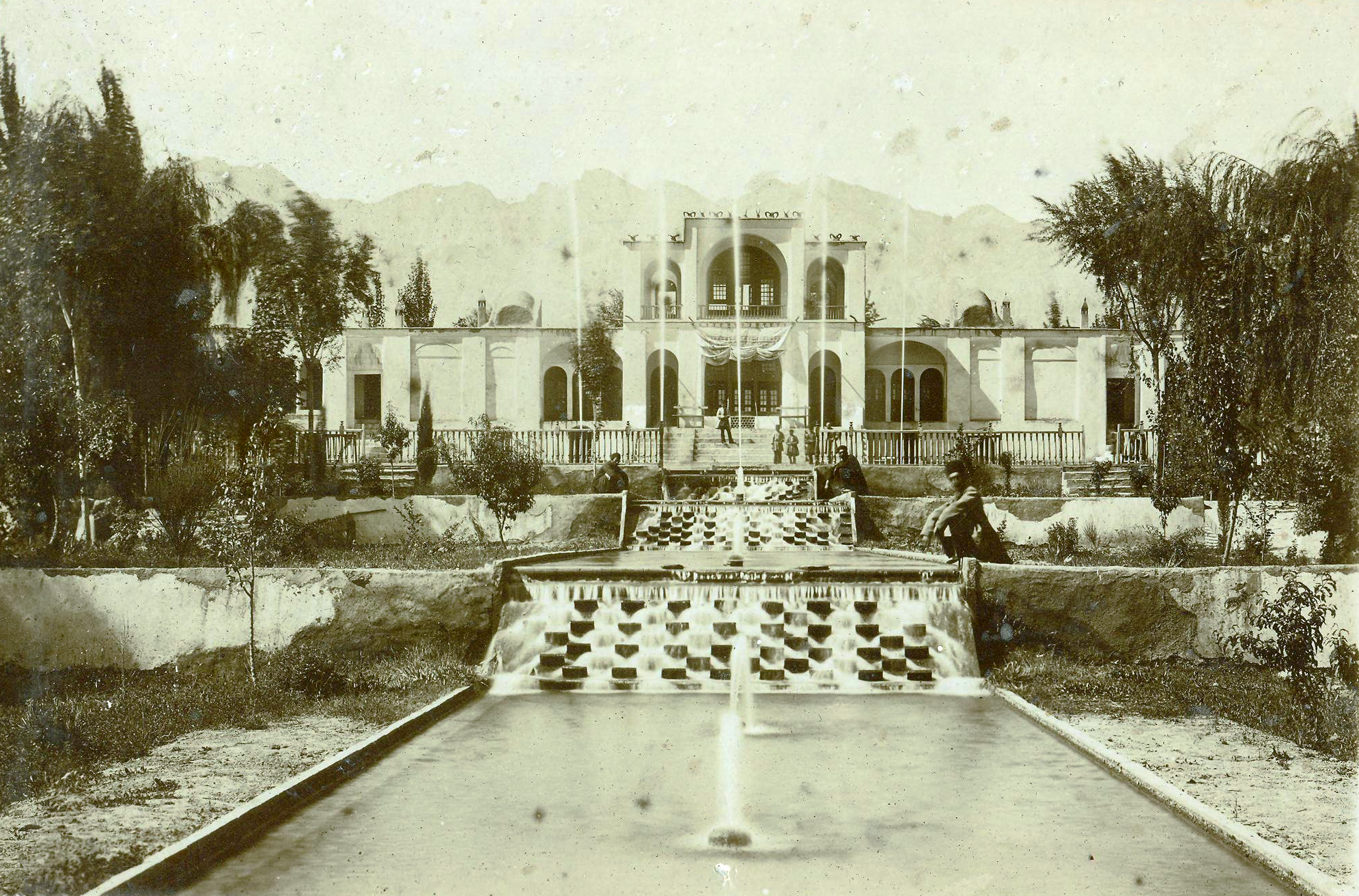
نمایی از باغِ شاهزادهٔ ماهان کرمان، محل تولد روح‌الله خالقی در دوره قاجار

روح‌الله خالقی در سال ۱۲۸۵ (برابر با ۱۳۲۴ ه‍. ق) در شهر ماهان در استان کرمان زاده شد. در آن هنگام، پدرش در شهر کرمان منشی فرمانفرما والی ایالت بود؛ به‌همین دلیل روح‌الله که سومین فرزند خانواده بود به همراه پدرش میرزا عبدالله خان، مادرش مخلوقه خانم و خواهرش مخلوصه و برادرش کریم، در باغِ شاهزادهٔ ماهان کرمان که یک عمارت حکومتی بود، اقامت داشتند. چند ماه پس از تولد روح‌الله، مأموریت پدرش در کرمان پایان یافت. آنها به تهران بازگشتند و در خانه‌ای مستقر شدند که در خیابان ارامنه و پشت پارک مختار السلطنه بود. پدر روح‌الله که خود نواختن تار را نزد آقا حسینقلی فراهانی، آقا رضاخان (داماد آقا حسینقلی) و درویش‌خان آموخته بود، بیشتر اوقات در سفر بود اما هر زمان که بازمی‌گشت محفلی با دوستانش که اهل موسیقی بودند برگزار می‌کرد و خودش نیز تار می‌نواخت. مخلوقه خانم، مادرِ روح‌الله نیز تار می‌نواخت و با نوازندگی کمانچه نیز آشنا بود. خانوادهٔ خالقی با میرزا غلامرضا شیرازی، نوازندهٔ تار، معاشرت بسیار داشتند و کودکان خانواده، میرزا غلامرضا را «عمو» می‌خواندند. همچنین میرزا رحیم کمانچه‌کِش، شوهر عمهٔ روح‌الله بود و به منزل آنها رفت و آمد داشت. منزل رکن‌الدین مختاری پشت خانهٔ خانوادهٔ خالقی بود و شب‌های تابستان ویلن‌نوازی او، روح‌الله را شیفتهٔ صدای این ساز کرده بود چنان‌که روح‌الله به گفتهٔ خودش «در کودکی مکرر با آواز ویلن همسایه به خواب رفته بود».
زمانِ آغاز تحصیلات ابتدایی که رسید، روح‌الله را در مدرسهٔ آمریکایی تهران، ثبت‌نام کردند. او هر روز به همراهِ خواهر و برادر و خاله‌اش مریم (که از همهٔ آنها بزرگتر بود)، به مدرسهٔ آمریکایی می‌رفت. در آن مدرسه صبح‌ها پیش از آنکه دانش‌آموزان به کلاس بروند، مدیر مدرسه که مِستر جُردن نام داشت، نیایش می‌خواند؛ پس از آن، خانم جردن اُرگ می‌نواخت و دانش‌آموزان سرود می‌خواندند. روح‌الله از خردسالی به نواختن ساز علاقهٔ بسیار داشت اما پدرش از ترس اینکه وی ممکن است از تحصیل عقب بماند، اجازهٔ فراگیری نوازندگی را به او نمی‌داد. با این حال، روح‌الله در مواقع تنهایی و به‌صورت مخفیانه با سازِ تاری که بزرگتر از جثه‌اش بود می‌نواخت. سال‌های کودکی او همزمان با جنبش‌های آزادی‌خواهان و مشروطه‌طلبان در ایران بود.

### دوران نوجوانی

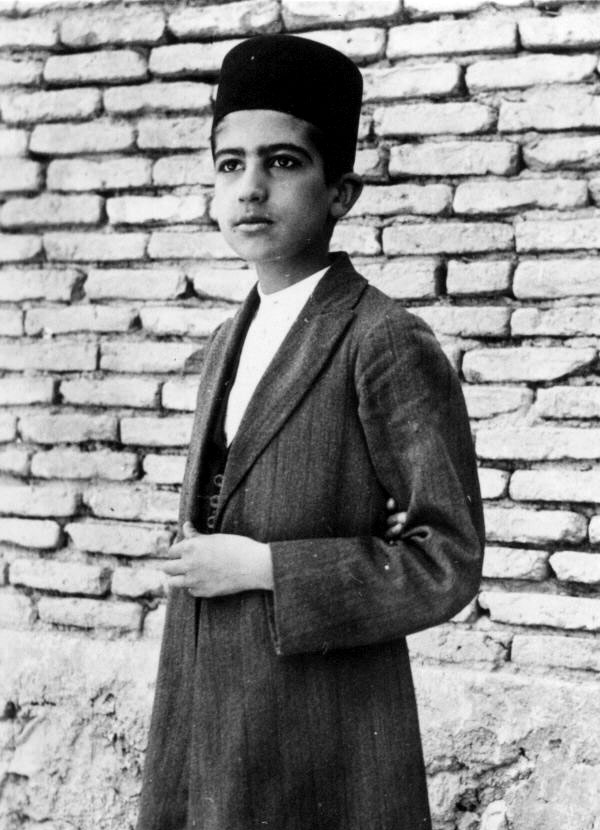
روح‌الله خالقی، ۱۲۹۷ ه‍.خ شیراز

پدر روح‌الله در سال ۱۲۹۵ به شیراز منتقل شد. دو سال بعد، در شهریور ۱۲۹۷، خانوادهٔ خالقی نیز از راه اصفهان به شیراز رفتند. در این هنگام روح‌الله دوازده‌ساله بود. او تحصیلات ابتدایی خود را در دبستانی واقع در میدان سربازخانهٔ شیراز ادامه داد و در این زمان بود که برای نخستین بار در مجلسی دوستانه، ساز ویلن را از نزدیک دید. وی همچنین مدتی نزد فرصت‌الدوله شیرازی، عروض و نقاشی آموخت. خالقی دربارهٔ زندگی در شیراز چنین گفته‌است:
«با اینکه بعدها زیاد سفر کردم ولی هیچ شهری را مثل شیراز دوست نداشته‌ام. درخت‌های سرو، منظره جالب باباکوهی و چاه مرتضی‌علی، زمین‌های سرسبز اطراف شهر و باغ‌های مسجد بردی، آسیاب سه‌تایی و هفت‌تن و چهل‌تن، باغ دلگشا و حافظیه و مقبرهٔ سعدی، مسجد و بازار وکیل و شاه‌چراغ، ارگ دولتی و از همه بالاتر محبت و مهمان‌نوازی شیرازی‌ها را هرگز فراموش نمی‌کنم.»
در اواخر تابستان ۱۲۹۹، اقامت خانوادهٔ خالقی در شیراز پایان یافت و در منطقهٔ «باغِ نو» در اصفهان ساکن شدند. روح‌الله در اصفهان نیز تحصیلات دورهٔ ابتدایی خود را پی گرفت. او در مدت سکونت در شیراز و اصفهان، در محافل هنری با هنرمندانی نظیر رحیم قانونی، میرزادهٔ عشقی و نایب اسدالله آشنا شد.

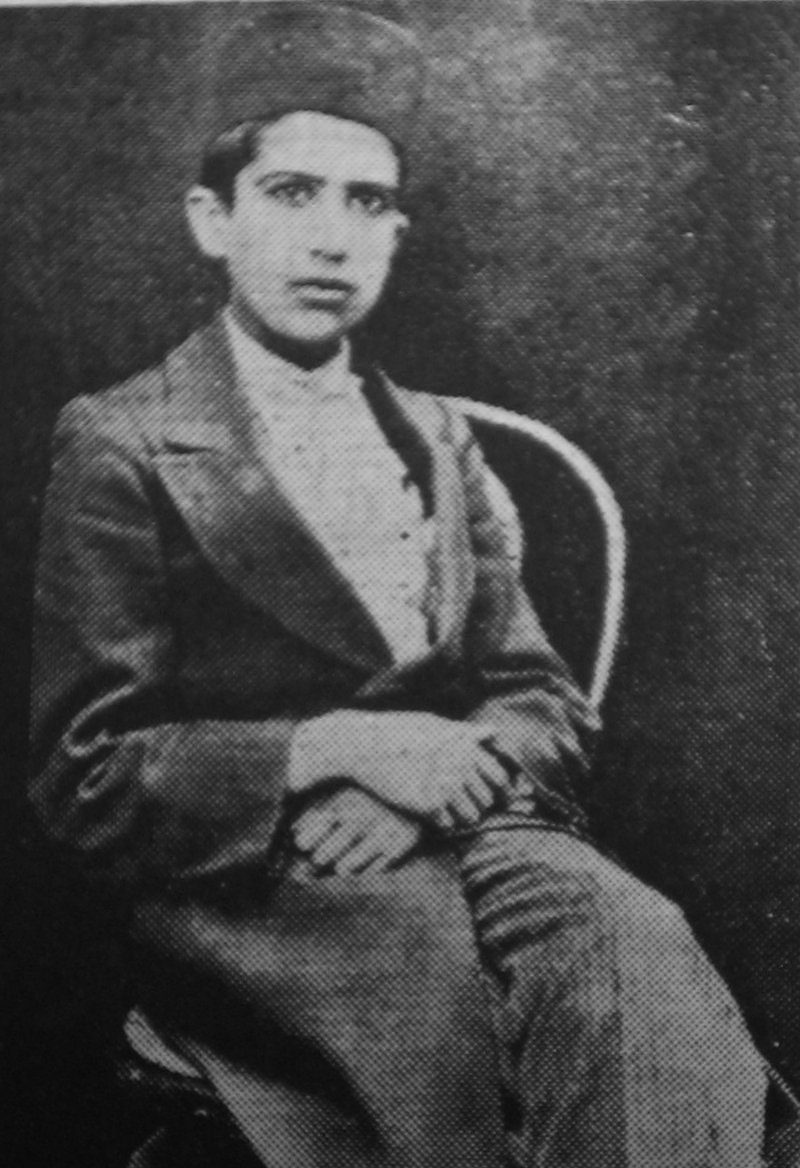
نوجوانیِ روح‌الله خالقی

روح‌الله خالقی قبل از پایان تابستان سال ۱۳۰۰، به همراه خانواده‌اش به تهران بازگشت. او تا پیش از بازگشت به تهران، هرگز آموزش موسیقی ندیده بود. پدر روح‌الله خالقی در پایان یکی از مجالسی که در باغ خانوادگی ترتیب داده بود، به میرزا رحیم کمانچه‌کِش در مورد علاقهٔ روح‌الله به موسیقی گفت و از او خواست که به روح‌الله موسیقی آموزش دهد. به این ترتیب روح‌الله خالقی نخستین درس‌های موسیقی را نزد شوهر عمه‌اش میرزا رحیم که یک سازِ ویلن برایش تهیه کرده بود، به صورت سینه به سینه آغاز کرد. هنگام تمرین، میرزا رحیم موسیقی ایرانی را با کمانچه می‌نواخت و روح‌الله نیز با ویلن آن را تقلید می‌کرد. روح‌الله در کلاس ویلن رضا محجوبی نیز شرکت کرد.
خالقی در اوایل تابستان ۱۳۰۲، به واسطهٔ یکی از دوستان مادرش با نورعلی برومند که یک سال از وی بزرگتر بود، آشنا شد و دوستی عمیقی بین آنها شکل گرفت. نورعلی، نوازندهٔ تار و شاگرد درویش‌خان بود. روح‌الله خالقی در تعطیلات تابستان، هر روز به خانهٔ برومند می‌رفت. آنها از صبح تا شب در کنار هم موسیقی می‌نواختند و ردیف موسیقی ایرانی را دوره می‌کردند. روح‌الله خالقی روزی از علی‌محمد حیدریان (نقاش و از شاگردان کمال‌الملک، که داییِ نورعلی برومند بود و به خانهٔ آنها رفت‌وآمد داشت) دربارهٔ بهترین مدرسِ ویلن سؤال پرسد. او در پاسخ بر شیوهٔ صحیح علمی تأکید کرد و از علینقی وزیری نام برد که ۵ سال قبل برای تکمیل آموخته‌های موسیقی به اروپا رفته و حال بازگشته بود و قصد داشت که یک مدرسهٔ موسیقی دایر کند. حیدریان تأکید کرده بود «نزد او برو و بی‌جهت عمر خود را پیش این و آن تلف نکن» اما با سپری شدن تعطیلات تابستان سال ۱۳۰۲، نورعلی برومند را برای تحصیل در رشتهٔ پزشکی به اروپا فرستادند و روزهای تمرین و همنوازیِ خالقی و برومند به پایان رسید.

### دوران جوانی

جوانیِ روح‌الله خالقی

در اوایل زمستان سال ۱۳۰۲، آگهی افتتاح مدرسهٔ عالی موسیقی (که وزیری برپا کرده بود) در روزنامه چاپ شد. روح‌الله خالقی با دیدن این آگهی، بی‌درنگ برای ثبت نام به آدرس درج شده رفت. او در آن زمان، یک سال و چند ماه ویلن نواخته بود اما با نُت‌خوانی و تئوری موسیقی آشنا نبود. در محل ثبت‌نام، علینقی وزیری شخصاً او را نام‌نویسی کرد و کتاب دستور تار را به وی داد. وزیری تأکید کرد که این کتاب را برای تار نوشته اما به‌دلیل اینکه قواعد خط موسیقی در آن نوشته شده، برای او نیز مناسب است. یک هفته بعد کلاس‌های مدرسهٔ عالی موسیقی شروع شد و روح‌الله خالقی که از نخستین شاگردان این مدرسه بود، به همراهِ حدود صد هنرجوی دیگر، تحصیلات رسمی موسیقی خود را آغاز کرد. او دو روز در هفته، بعدازظهرها به مدرسهٔ موسیقی می‌رفت. پس از گذشت یک ماه، تنها حدود بیست هنرجو در مدرسه باقی ماندند که از آن میان، ابوالحسن صبا که در نواختنِ ویلن مهارت بیشتری داشت، از سوی علینقی وزیری به عنوان «خلیفهٔ کلاس» انتخاب شد. روح‌الله خالقی که شیفتهٔ وزیری شده بود با تمرینِ بسیار، در تابستان سال ۱۳۰۳ ه‍.ش موفق شد آزمون ورودی ارکستر مدرسهٔ عالی موسیقی را پشت سر گذاشته و به آن راه یابد.
خالقی که در این زمان تصمیم گرفته بود با جدیت بیشتری به موسیقی بپردازد، پس از تعطیلات نوروز ۱۳۰۴ ه‍.ش بدون اجازهٔ پدرش، تحصیل در مدرسهٔ آمریکایی را رها کرد تا تمام وقتش را به موسیقی اختصاص دهد. پدرش با وجود علاقه‌ای که به موسیقی داشت، با انتخاب این هنر به‌عنوان یک حرفه مخالف بود. به‌همین دلیل خالقی هر روز، دور از چشم پدر به مدرسهٔ عالی موسیقی می‌رفت. علاقهٔ بسیار او به تحصیل حرفه‌ای در رشتهٔ موسیقی، سبب بروز تنش‌هایی در رابطهٔ او با پدرش شد اما وی که تازه مادرش را از دست داده بود و به موسیقی بیش از پیش دل بسته بود، از راهی که برگزیده بود خارج نشد.
خالقی در این دوران در کنسرت‌های کلوپ موزیکال که توسط علینقی وزیری راه‌اندازی شده بود، به‌همراه چند نفر دیگر از هنرجویان مدرسهٔ موسیقی به نوازندگی می‌پرداخت. در تابستان سال ۱۳۰۴، چهار کنسرت به رهبری وزیری در مدرسهٔ موسیقی اجرا شد که خالقی نیز در آن‌ها به عنوان نوازندهٔ ویلن حضور داشت.

### فعالیت‌ها

#### سال‌های آغازین (۱۳۱۹–۱۳۰۷)

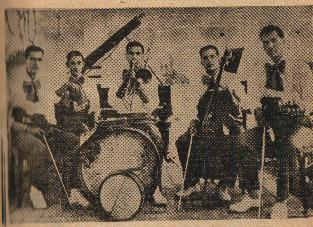
ارکستر کافه بلدیه، ۱۳۱۱ ه‍.خ. از راست: احمد فروتن راد، مهدی دفتری، علی‌محمد خادم میثاق، جواد معروفی و روح‌الله خالقی

روح‌الله خالقی بالاخره در سن ۱۹ سالگی با گرفتن حکم تدریس موسیقی، به پدرش ثابت کرد که در «پیِ مطرب شدن نبوده‌است». او در این هنگام به تدریس ویلن و تئوری موسیقی در مدرسهٔ موسیقی مشغول شد. وی در سال ۱۳۰۷ ه‍. ش، به‌عنوان معلم روزمزد برای آموزش موسیقی در مدرسهٔ ورزش منصوب شد و در همین سال، پس از انتصاب علینقی وزیری به ریاست هنرستان موسیقی دولتی، در کنار وی به تدریس در آن هنرستان نیز مشغول شد.
خالقی دوست داشت که برای ادامهٔ تحصیل به خارج از ایران برود. در آن سال‌ها، وزارت معارفِ هر سال یک‌صد نفر از متقاضیان در رشته‌های مختلف را از طریق کنکور به خارج از کشور می‌فرستاد. از آنجا که موسیقی در میان این رشته‌ها نبود، روح‌الله خالقی تصمیم گرفت تا در رشتهٔ ادبیات شرکت کند. او برای موفقیت در این آزمون، یک سال به‌صورت مداوم به مطالعهٔ درس‌های اختصاصی پرداخت اما پس از آن متوجه شد که طبق قانون جدید وزارت معارف، فقط داوطلبانی که مدرک دیپلم دارند مجاز به شرکت در آزمون هستند. به‌همین دلیل روح‌الله خالقی از سال ۱۳۰۸ ه‍.ش با ورود به مدرسهٔ دارالفنون، تحصیلات عمومی خود را پی گرفت و پس از یک سال مدرک دیپلم خود را دریافت کرد. در این هنگام، بازهم قانون وزارت معارف تغییر یافت و این‌بار داشتن مدرک لیسانس (کارشناسی) به شرایط متقاضیان افزوده شد. خالقی برای دست‌یافتن به هدف خود، در سال ۱۳۱۰ ه‍.ش وارد دارالمعلمین عالی شد. عیسی صدیق، عباس اقبال آشتیانی، صادق رضازاده شفق، بدیع‌الزمان فروزانفر، محمدکاظم عصار، احمد بهمنیار و اسدالله بیژن از جمله استادان او در دارالمعلمین عالی بودند.
در سال ۱۳۱۱ ه‍. ش، خالقی ارکستر کافهٔ تازه تأسیس بلدیه، وابسته به شهرداری تهران را تشکیل داد. او همزمان هفته‌ای چند ساعت نیز در مدرسهٔ موسیقار (هنرستان موسیقی دولتی) تدریس می‌کرد. روح‌الله خالقی در خرداد سال ۱۳۱۳ ه‍.ش مدرک لیسانس را در رشتهٔ فلسفه و ادبیات، با رتبهٔ یک دبیری از دارالمعلمین که به دانشسرای عالی تغییر نام داده بود، دریافت کرد. در این زمان، اعزام دانشجو به اروپا ممنوع شد و خالقی فرصت ادامهٔ تحصیل در خارج از کشور را از دست داد. او پس از این اتفاق، زمانِ بیشتری را به تدریس موسیقی اختصاص داد. او روزها در هنرستان عالی موسیقی به تدریس مشغول بود و شب‌ها در ارکستر کافهٔ بلدیه به نوازندگی می‌پرداخت. خالقی در همین سال‌ها با پیشنهاد علینقی وزیری، به مطالعهٔ کتاب‌های هارمونی ربر و دبوا پرداخت و همزمان مقدماتِ درس هارمونی و سپس سازشناسی و ارکستراسیون را به‌صورت آموزش مکاتبه‌ای با شعبهٔ بیروت مدرسهٔ کِلُس واندانسِ فرانسه آموخت و ساخت نخستین آثار موسیقی خود را آغاز کرد.
روح‌الله خالقی در مهر سال ۱۳۱۳ ه‍.ش خدمت سربازی خود را آغاز کرد و به دانشکدهٔ افسری وارد شد. در همین سال علینقی وزیری را از ریاست هنرستان موسیقی برکنار کردند و خالقی از این اتفاق بسیار آزرده‌خاطر شد و از معلمی موسیقی کناره‌گیری کرد. او در شهریور سال ۱۳۱۴ ه‍.ش گواهی پایان خدمت سربازی را دریافت کرد. در همان سال، خالقی به بخش اداری وزارت معارف و اوقاف و صنایع مستظرفه که سه‌سال بعد به وزارت فرهنگ تغییر نام داد، منتقل شد و پس از مدتی به‌عنوانِ منشیِ مخصوصِ دفتر وزیر معارف ایران، علی‌اصغر حکمت برگزیده شد. وی در سال ۱۳۱۶ ه‍.ش بخشِ اول کتاب نظری به موسیقیِ را که مربوط به قواعد کلی و تئوری موسیقی غربی است، منتشر کرد و در سال ۱۳۱۷ ه‍.ش بخش دوم این کتاب را که دربارهٔ مباحث نظری موسیقی ایرانی است، جداگانه به انتشار رساند. در همین سال، خالقی به سمتِ معاون دفتر وزارتی وزارت فرهنگ منصوب شد و در این جایگاه به همراه وزیر فرهنگ به نقاط مختلف ایران سفر کرد. او در این سفرها با آداب و رسوم و فرهنگ مردم کشورش بیش از پیش آشنا شد.

#### سال‌های میانی (۱۳۳۰–۱۳۲۰)

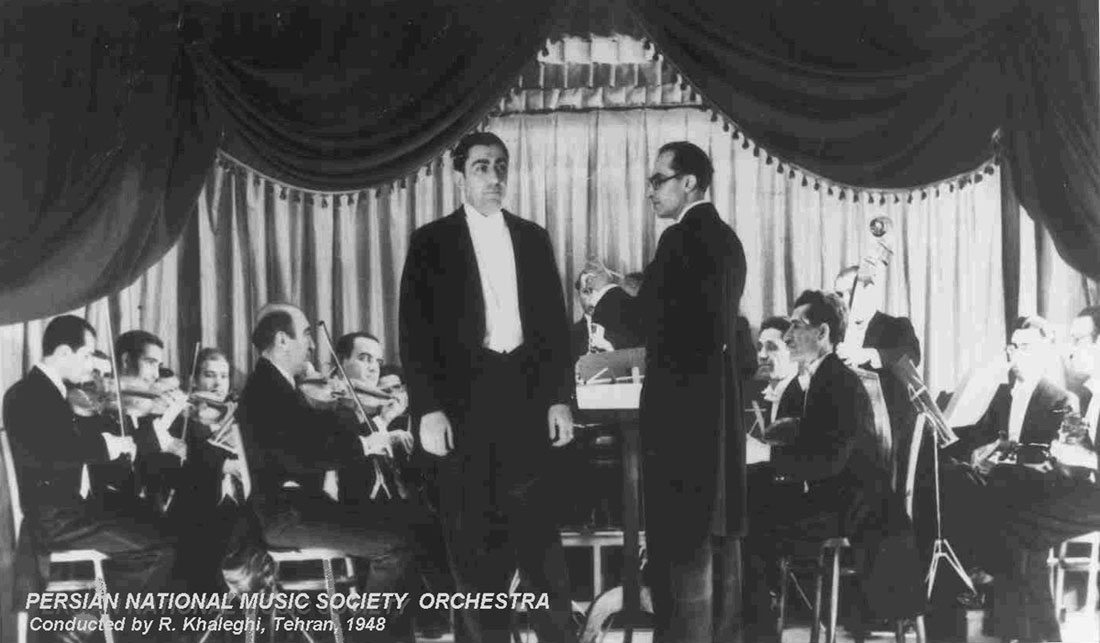
خالقی در حال رهبری ارکستر، خواننده: غلامحسین بنان، مایستر: ابوالحسن صبا، ۱۳۲۵

در شهریور سال ۱۳۲۰ محمدعلی فروغی نخست‌وزیر شد و عیسی صدیق به وزارت فرهنگ رسید. این دو نفر که با خدمات علینقی وزیری آشنا بودند، وی را برای ریاست ادارهٔ موسیقی کشور، هنرستان عالی موسیقی و بخش موسیقی رادیو برگزیدند. وزیری، پذیرش این سمت‌ها را مشروط به انتخاب روح‌الله خالقی به‌عنوان معاونِ خود کرد. به این ترتیب خالقی به معاونت ادارهٔ موسیقی کشور و هنرستان عالی موسیقی منصوب شد.
در آن زمان تبلیغات گسترده‌ای بر ضد فرهنگ و موسیقی ایرانی شکل گرفته بود که شاگردان هنرستان موسیقی را نسبت به موسیقی سنتی ایران بی‌علاقه کرده بود. در واکنش به این شرایط، روح‌الله خالقی فعالیت‌های تازه‌ای را در حیطهٔ موسیقی ایرانی به راه انداخت. در آذر سال ۱۳۲۰ ه‍. ش، علینقی وزیری «ارکستر نوین» را با هدف اجرای قطعات موسیقی ایرانی، در رادیو تشکیل داد و خالقی نیز همکاری خود را با این ارکستر آغاز کرد.

##### آغاز فعالیت‌های ارکستر و انجمن موسیقی ملی
روح‌الله خالقی که احیای جایگاه موسیقی ایرانی را از اهداف خود می‌دانست در اسفند سال ۱۳۲۲ ه‍.ش با دعوت از چند موسیقی‌دان ایرانی، ارکستر ملی را تشکیل داد. از جمله نوازندگان این ارکستر می‌توان به ابوالحسن صبا، حبیب سماعی، موسی معروفی، علی‌محمد خادم میثاق، عبدالعلی وزیری، جواد بدیع‌زاده، احمد فروتن راد، مهدی برکشلی و مهدی خالدی اشاره کرد. نخستین اجرای ارکستر ملی به رهبری روح‌الله خالقی، ۲۴ اردیبهشت ۱۳۲۳ ه‍.ش در سالن دبستان نظامی، در خیابان سپه تهران برگزار شد.
در آن روزها، اشغال ایران در جنگ جهانی دوم به‌دست نیروهای متفقین، انگیزه‌ای شد تا روح‌الله خالقی تحت تأثیر اوضاع آن زمان، یکی از مشهورترین آثار خود را آهنگسازی کند. او در شهریور سال ۱۳۲۳ بر روی شعری از حسین گل‌گلاب، سرود «ای ایران» را برای صدای غلامحسین بنان و گروه کًر ساخت. این اثر را سرود ملی غیررسمی ایرانیان دانسته‌اند. در همین زمان انجمن موسیقی ملی نیز با تلاش‌های خالقی شکل گرفت و در نخستین برنامهٔ رسمی این انجمن در مهر ۱۳۲۳ ه‍. ش، پس از سخنرانی علینقی وزیری، سرود «ای ایران» برای نخستین‌بار به اجرا درآمد و به قدری مورد توجه قرار گرفت که در همان کنسرت سه بار تکرار شد. این ارکستر در طول فعالیت‌های خود، برنامه‌های متعددی در تهران و چند شهر ایران برگزار کرد.
در سال ۱۳۲۴ ه‍.ش با تلاشِ روح‌الله خالقی، «باشگاه موسیقی» که محل ثابتی برای فعالیت‌های انجمن موسیقی ملی بود، تأسیس شد. سلیمان سپانلو که از اعضای انجمن بود، خانهٔ خود واقع در خیابان هدایت را برای این منظور در اختیار انجمن موسیقی ملی قرار داد. در این زمان سرپرستی موسیقی رادیو نیز از طرف ادارهٔ کل تبلیغات، به انجمن موسیقی ملی واگذار شد که تا دو سال ادامه داشت.
با روی کار آمدن کابینهٔ قوام‌السلطنه و انتخاب فریدون کشاورز به‌عنوان وزیر فرهنگ، پرویز محمود در سال ۱۳۲۵ جایگزین علینقی وزیری شد و به ریاست هنرستان عالی موسیقی و ادارهٔ موسیقی کشور رسید. به دنبال آن، روبن گریگوریان نیز به‌عنوان معاون ادارهٔ موسیقی و هنرستان عالی موسیقی، جایگزین روح‌الله خالقی شد. این اتفاق سبب شد که خالقی از مدیریت دولتی و فعالیت در رادیو و هنرستان موسیقی کناره‌گیری کند. در این هنگام برنامه‌های موسیقی ایرانی مجدداً از هنرستان حذف شد.
مسئولان جدید ادارهٔ موسیقی، بیشتر برای گسترش موسیقی کلاسیک غربی تلاش می‌کردند. از همین رو بود که انجمن موسیقی ملی از شهریور ۱۳۲۵ ه‍. ش، بحرانی‌ترین دوره‌اش را سپری کرد. در این دوره کنسرت‌های انجمن با مشکلات فراوان همراه بود و کسری بودجهٔ انجمن از طریق عواید کنسرت‌ها و مشارکت اعضای باشگاه موسیقی تأمین می‌شد. خالقی در همین سال، نخستین نشریهٔ مستقل موسیقی ایران را با نام مجلهٔ چنگ تأسیس کرد و خود مدیریت و مسئولیت این مجله را برعهده گرفت و سردبیری آن را به لطف‌الله مفخم‌پایان که از شاگردانش بود، سپرد. مجلهٔ چنگ به مدت یک سال فعالیت خود را ادامه داد و هر سه ماه، یک شماره و در مجموع چهار شماره به انتشار رساند. سپس خالقی به وزارت کار و تبلیغات منتقل شد و تا سال ۱۳۲۷ ه‍.ش در آن وزارتخانه مشغول خدمت بود اما در تیر ۱۳۲۷ ه‍. ش، خالقی به وزارت فرهنگ بازگشت و مسئولیت دبیرخانهٔ هنرهای زیبا در ادارهٔ نگارش به او سپرده شد. او در همین سال، برای فیلم طوفان زندگی به کارگردانی علی دریابیگی موسیقی ساخت که تنها تجربهٔ آهنگسازی وی برای فیلم به‌شمار می‌آید.

##### تأسیس هنرستان موسیقی ملی

روح‌الله خالقی و ارکستر هنرستان موسیقی ملی

در خرداد ۱۳۲۸، باشگاه موسیقی که از تأمین هزینه‌های خود بازمانده بود، تعطیل شد. در همین زمان، وزارت فرهنگ اعلام کرد که اگر فعالیت‌های انجمن موسیقی ملی جنبهٔ آموزشی داشته باشد از پشتیبانی و کمک آن وزارتخانه برخوردار خواهد شد. روح‌الله خالقی که طرح تأسیس هنرستان موسیقی ملی را سه سال پیش‌تر در مجلهٔ چنگ مطرح کرده بود، اساسنامهٔ هنرستان را تهیه کرد. پس از مدتی، امتیاز تأسیس هنرستان به انجمن موسیقی ملی داده شد و روح‌الله خالقی که سال‌ها به دنبال ترویج موسیقی ملی بود، به‌عنوان رئیس هنرستان موسیقی ملی، فعالیت خود را آغاز کرد و به پرورش هنرجویان موسیقی ایرانی پرداخت. به این ترتیب انجمن موسیقی ملی به هنرستان موسیقی ملی تبدیل شد. این هنرستان در روز اول مهر ۱۳۲۸ با ۸ هنرجوی دختر و ۱۹ هنرجوی پسر، افتتاح شد.
اشتیاق و علاقهٔ خالقی به هنرستان موسیقی ملی تا آنجا بود که گاه پیش از آمدن شاگردان و دور از چشم دیگران، جارو کردن و نظافت مدرسه را نیز انجام می‌داد. او در سال ۱۳۲۹، اولین جلد کتاب آموزش ویلن خود را برای هنرجویان هنرستان موسیقی ملی منتشر کرد.

#### سال‌های پایانی (۱۳۴۴–۱۳۳۰)
روح‌الله خالقی در سال ۱۳۳۰ با همکاری موسی معروفی و نصرالله زرین‌پنجه، جلد اول کتاب دستور مقدماتی تار و سه‌تار را توسط «انجمن ملی» منتشر کرد. او جلد دوم این کتاب را در سال ۱۳۳۱ به انتشار رساند. دستور مقدماتی تار و سه‌تار از نخستین کتاب‌های آموزشی تار و سه‌تار در ایران محسوب می‌شود. در سال ۱۳۳۲، خالقی به فکر تهیهٔ بایگانی صفحه‌های قدیمی موسیقی ایران افتاد. او به همین منظور در روزنامه‌ها آگهی کرد که هنرستان موسیقی ملی صفحه‌های قدیمی را به قیمت خوب می‌خرد. مجموعهٔ صفحه‌هایی که او گردآوری کرد در بایگانی هنرستان عالی موسیقی ملی محفوظ ماند.
خالقی در سال ۱۳۳۳ همزمان با مدیریت و تدریس در هنرستان، رهبری ارکستر گل‌ها و مدتی نیز سرپرستی موسیقی رادیو ایران را بر عهده گرفت اما به دلیل اینکه هیچ‌کدام از پیشنهادهایی که برای ساماندهی وضعیت موسیقی رادیو طرح کرده بود عملی نشد، از این سمت کناره‌گیری کرد. او در زیرمجموعهٔ فعالیت‌های مربوط به برنامهٔ گل‌ها، برنامه‌هایی نظیر گل‌های رنگارنگ، تکنوازان و موسیقی بی‌کلام را طراحی کرد و به اجرا درآورد. در این زمان، خالقی ساکن خانه‌ای بود که به‌تازگی در خیابان همایونی در شمیران ساخته بود. این خانه حمامی داشت که در طبقهٔ پایین ساختمان بود و در تابستان مورد استفادهٔ خانواده قرار نمی‌گرفت. این مکان خُنک و آرام، محل تحقیق، مطالعه و نوشتن خالقی بود. او در سال ۱۳۳۳ در حمام طبقهٔ زیرین این خانه، نگارش جلد اول مهم‌ترین کتاب خود، سرگذشت موسیقی ایران را نیز به اتمام رساند و منتشر کرد.
در ۲۸ اسفند سال ۱۳۳۳، تشکیل شورای ترویج موسیقی ملی (شورای عالی موسیقی رادیو∗) به تصویب هیئت وزیران رسید و هنرمندانی همچون روح‌الله خالقی، ابوالحسن صبا، علی‌اکبر شهنازی، حسین طاهرزاده، موسی معروفی، جواد معروفی و مشیر همایون شهردار، از طریق رأی‌گیری انتخاب و با ابلاغ نخست‌وزیر وقت فضل‌الله زاهدی، به عضویت این شورا درآمدند. شورای عالی موسیقی از ۱۵ فروردین ۱۳۳۴ کار خود را به منظور سامان بخشیدن به وضعیت آشفتهٔ موسیقی رادیو آغاز کرد. روح‌الله خالقی صبح روز ۲۵ فروردین ۱۳۳۴ به عنوان نمایندهٔ شورا، در رادیو تهران سخنرانی کرد. او در بخشی از سخنرانی خود، ضمن انتقاد به وضعیت موسیقی چنین گفت:
| « | مورخین، موسیقی ایران را سرچشمهٔ موسیقی ملل مشرق می‌دانند. جای بسی تأسف است که ما هنر خود را رها کنیم و از آهنگ‌های دیگران تقلید نماییم. آن‌هم چه تقلیدهای ناروایی از موسیقی خارجی! ایران سرزمین ادب و شعر است. بازهم زهی تأسف که خوانندگان ما اشعاری را بخوانند که روح سعدی و حافظ از آن بیزار است! آیا بهتر نیست که آهنگسازان جوان ساخته‌های قُدما را مطالعه نمایند و از آنها در برنامه‌های رادیو استفاده کنند و ضمناً آهنگ‌های خود را هم بنوازند و مقایسهٔ آن را به ذوق سلیم اهل هنر واگذارند؟ ... | » |

شورای ترویج موسیقی ملی، در همان سال ۱۳۳۴، چندماه پس از آغاز فعالیت و نظارت بر موسیقی و آثار پخش شده از رادیو، پس از استعفای مشیر همایون شهردار که ریاست شورا را عهده‌دار بود، منحل شد. خالقی تا سال ۱۳۳۴ جلد دوم تا چهارم کتاب آموزش ویلن را نیز منتشر کرد.

##### مسافرت‌ها

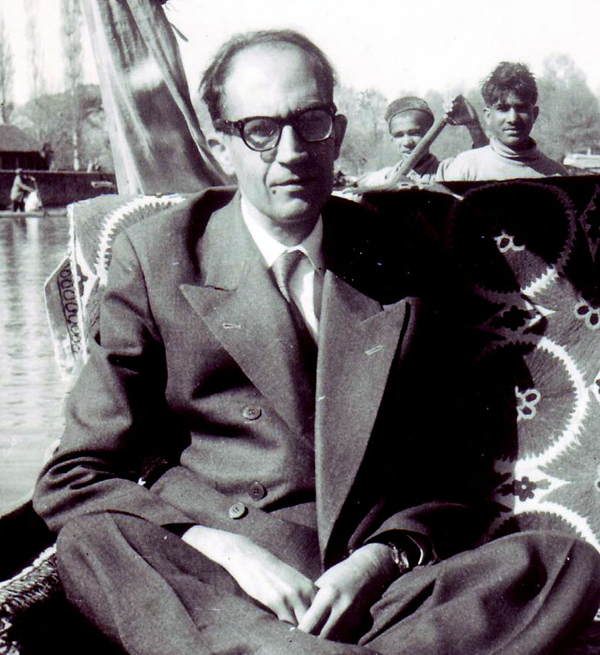
روح‌الله خالقی در هندوستان

در ماهِ مهر سال ۱۳۳۴، خالقی به همراه یک هیئت فرهنگی به اتحاد جماهیر شوروی سفر کرد. این نخستین سفر خارجی او بود که در آن از مؤسسه‌های هنری جمهوری‌های ازبکستان، تاجیکستان، ارمنستان و آذربایجان و همچنین مسکو و دیگر شهرهای شوروی دیدن کرد. او پس از این سفر، تحت تأثیر موسیقی و برنامه‌های کنسرواتوارهای شوروی، مقاله‌هایی را در مجلهٔ موسیقی و بعدها در مجلهٔ پیام نوین به انتشار رساند. وی در این زمان همکاری خود را با انجمن فرهنگی ایران و شوروی آغاز کرد و پس از مدتی به عضویت هیئت مدیرهٔ آن انجمن درآمد که تا پایان عمرش ادامه داشت. خالقی همچنین در سال ۱۳۳۵، سفرهایی را به کشورهای رومانی، فرانسه و هندوستان انجام داد.
او در سفر به هند از مراکز و مؤسسه‌های موسیقی در شهرهای دهلی، بمبئی، کلکته، لکهنو و کشمیر دیدن کرد. همچنین در چهار شهر این کشور، سخنرانی‌هایی دربارهٔ موسیقی ایران و مقایسهٔ آن با موسیقی هند توأم با توضیحاتی در مورد موسیقی ملی انجام داد که از رادیوی هند پخش شد. خالقی در این‌مورد نوشته‌است:
... هرجا مجالی به‌دست آمد با اهل فن دربارهٔ موسیقی ایران مصاحبه کردم و آن‌ها را نیز علاقه‌مند به درک نکات و دقایق موسیقی ایران دیدم. اکنون می‌توانم بگویم باب ارتباط هنری از لحاظ موسیقی با این سفر کوتاه، افتتاح شده‌است و موقع برای بسط این رابطه بسیار مساعد است و ممکن است در آتیه به‌وسیلهٔ مقامات رسمی دو دولت ایران و هند، در ادامه و ازدیاد این ارتباط هنری قدم‌های مؤثر مفیدتری برداشته شود.
دستاورد وی از سفر به هند که دو ماه به طول انجامید، مجموعهٔ مقاله‌هایی در زمینهٔ رقص و موسیقی در این کشور بود که در مجلهٔ موسیقی به چاپ رسید. او همچنین در این سال (۱۳۳۵)، جلد دوم کتاب سرگذشت موسیقی ایران را نیز منتشر کرد. در ماهِ مهرِ سال ۱۳۳۷ مجلهٔ پیام نوین (ارگان انجمن فرهنگی ایران و شوروی) با صاحب‌امتیازی مهدی بیانی که از بنیانگذاران انجمن فرهنگی ایران و شوروی بود، آغاز به‌کار کرد و روح‌الله خالقی که سابقهٔ فعالیت و مدیریتِ مطبوعاتی در مجلهٔ چنگ و دبیری تحریریهٔ مجلهٔ موسیقی را داشت، مدیریت این مجله را به‌عهده گرفت و تا پایان عمر در این جایگاه فعالیت کرد.

##### بازنشستگی
روح‌الله خالقی در سال ۱۳۳۸ با وجود علاقهٔ بسیاری که به هنرستان موسیقی ملی داشت و به دلیل عدم هماهنگی با سیستم و اختلاف‌نظر با مسئولان دولتی، تقاضا کرد تا از مدیریت هنرستان کنار برود. او که از وضعیت هنرستان موسیقی ملی ناراضی شده بود، نامه‌ای نوشت و در آن متذکر شد که: «دیگر نمی‌توانم در پست ریاست هنرستان موسیقی ملی انجام وظیفه کنم و می‌خواهم به‌صورت یک معلم ساده، تدریس نمایم و اگر نخواستید که من معلم باشم، این نامه در حکم درخواست بازنشستگی من خواهد بود.» پس از ارسال این نامه، حکم بازنشستگی خالقی، ۹ روز زودتر از موعد صادر شد و بدون آنکه دلایل درخواستش را جویا شوند یا از زحمات و فعالیت‌هایش تقدیر به عمل آورند، او را به کلی بازنشسته کردند.
نارضایتی و دلسردی خالقی از زمانی آغاز شده بود که هنرستان موسیقی ملی به‌صورت زیرمجموعه‌ای از ادارهٔ هنرهای زیبا درآمد. او در این مورد نوشته‌است:
«کسی به حرف‌های من گوش نمی‌کرد و هر پیشنهادی می‌دادم در کشوی میزها بایگانی می‌شد. هنرستان به‌صورت یک اداره درآمد و خود من هم از شور و شوق اولیه افتادم و فقط مثل یک کارمند، انجام وظیفه می‌کردم. دیدم که وجود من زاید است و عده‌ای هم می‌خواهند که من در رأس نباشم. این بود که پیشنهاد بازنشستگی کردم و فوراً پذیرفته شد.»
خالقی پس از ده سال از هنرستان موسیقی ملی که خود بنا نهاده بود، کنار رفت اما همچنان به فعالیت‌های هنری خود ادامه‌داد و همکاری‌اش را با رادیو ایران بیش از پیش حفظ کرد.
روح‌الله خالقی در طول سال‌های تدریس خود در مدرسهٔ موسیقی، هنرستان موسیقی دولتی و هنرستان موسیقی ملی، شاگردانِ بسیاری را پرورش داد که از آن‌جمله می‌توان به هنرمندانی چون حسین دهلوی، مصطفی کمال پورتراب، فرهاد فخرالدینی، انوشیروان روحانی، هوشنگ ظریف، پروین صالح، افلیا پرتو، گیتی وزیری‌تبار، سیمین آقارضی، جلال ذوالفنون، محمد میرنقیبی، گلنوش خالقی و ارفع اطرایی اشاره کرد.

##### ادامه همکاری با رادیو و آخرین فعالیت‌ها
روح‌الله خالقی از ابتدای تأسیس رادیو با این سازمان همکاری داشت و چندین بار مسئولیت بخش موسیقی رادیو را بر عهده گرفته‌بود. راه‌اندازی برنامهٔ گل‌های رنگارنگ، یکی از فعالیت‌های وی در رادیو بود و پس از بازنشستگی، بر اجرا و انتشار برنامهٔ گل‌ها و مُشتقاتِ آن (یک شاخه گل، گل‌های جاویدان، برگ سبز و گل‌های صحرایی) به سرپرستی داوود پیرنیا، تمرکز بیشتری داشت. مهم‌ترین فعالیت‌های او در رادیو، غیر از راهنمایی‌ها و ارائهٔ پیشنهادها و طرح‌ها، به منظور پیشرفت و بهبود موسیقی رادیو، رهبری ارکستر شماره یک، رهبری ارکستر انجمن موسیقی ملی، رهبری ارکستر گل‌ها، تهیه و اجرای برنامهٔ «یادی از هنرمندان» و تهیه و اجرای برنامهٔ ساز و سخن بوده‌است.
خالقی در اسفند ۱۳۴۱، دوباره به شوروی سفر کرد و پس از بازگشت، مقاله‌های دیگری دربارهٔ موسیقی در این کشور منتشر کرد.
خالقی در دورانی فعالیت می‌کرد که موسیقی غربی در ایران رواج داشت و بسیاری موسیقی ایرانی را غیرعلمی و تدریس آن را بیهوده می‌دانستند. حتی در بازه‌ای موسیقی ایرانی در هنرستان عالی موسیقی تدریس نمی‌شد و بسیاری از کسانی که سازهای سنتی می‌نواختند در این دوره به سازهای اروپایی روی آوردند یا هنرستان عالی موسیقی را ترک کردند. در این زمان خالقی و استاد محبوبش علینقی وزیری برای حفظ موسیقی ایرانی تلاش‌های بسیاری کردند. خسرو جعفرزاده در نقد کتاب نظری به موسیقی، این کتاب را تلاشی برای توجیه علمی موسیقی ایرانی با تئوری موسیقی غربی و تغییر فضای ضد موسیقی ایرانی آن زمان می‌داند. خالقی در سال ۱۳۳۹، آخرین اثر خود را که تصنیفی با نام «خاموش»∗ بود، روی شعری از رهی معیری و با خوانندگی غلامحسین بنان ساخت که توسط ارگستر گل‌ها به اجرا درآمد. غزل این تصنیف در مجموعهٔ شعر رهی معیری (سایهٔ عمر) با عنوانِ غباری در بیابانی نامیده شده‌است. او پس از ساخت این آهنگ تا پایان زندگی‌اش در سال ۱۳۴۴، اثر دیگری خلق نکرد.

### بیماری و درگذشت

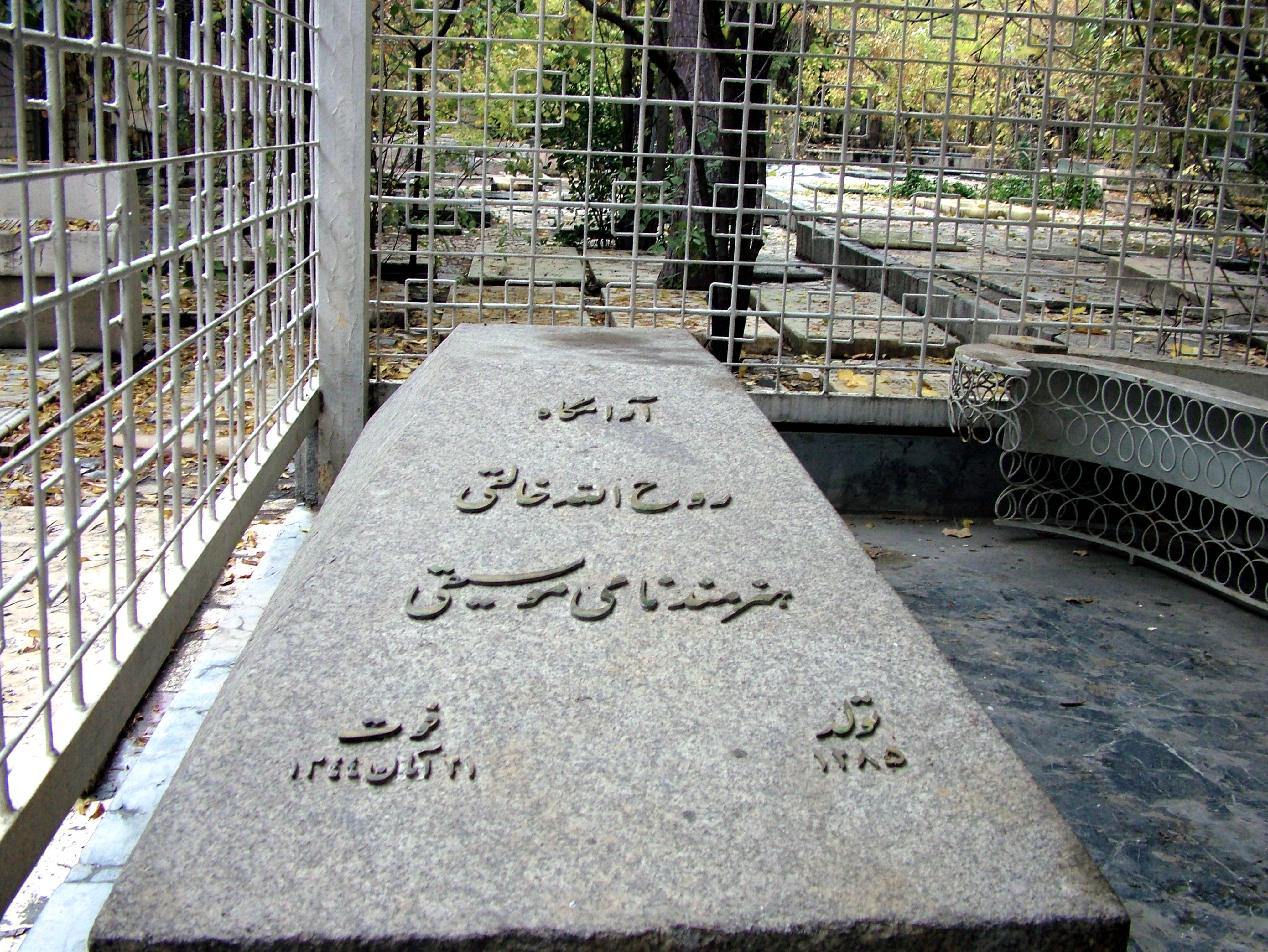
آرامگاه روح‌الله خالقی

روح‌الله خالقی به گفتهٔ همسرش، روزها ساعت ۷ صبح از منزل خارج می‌شد و چند عدد بیسکویت جلوی داشبورد اتومبیلش می‌گذاشت و تا بعدازظهر که به خانه برمی‌گشت، همان بیسکویت‌ها خوراکش بود و به این ترتیب فشار کاری زیاد و عدم توجه کافی به تغذیهٔ مناسب، او را به زخم معده مبتلا کرد. از سال ۱۳۳۹ به بعد، معالجات متعدد و عمل جراحی برای بهبود بیماری گوارشی او، تحت نظر پزشکانی مانند یحیی عدل انجام شد اما به نتیجه نرسید و مؤثر واقع نشد.
او در تیر سال ۱۳۴۴ به منظور دیدار با دخترش گلنوش خالقی که در آکادمی موتزارتیوم سالزبورگ در رشتهٔ رهبری کُر مشغول به تحصیل بود، همراه با خانواده به اتریش سفر کرد. در آنجا برای ادامهٔ مداوا به کلینیک پزشکی به نام «فلینگر» رفت. پس از آزمایش‌های مفصل، به او اعلام شد که بیماری‌اش پیشرفت کرده و باید تحت عمل جراحی قرار بگیرد. وی بی‌درنگ در بیمارستانی واقع در شهر سالزبورگ اتریش بستری شد. پس از آخرین عمل جراحی که در بیمارستان سالزبورگ روی معدهٔ روح‌الله خالقی انجام شد و چهارمین جراحی وی به حساب می‌آمد، حال او رو به وخامت گذاشت. در آخرین روزی که در بیمارستان به‌سر می‌برد، همسرش از او پرسید: دیگر اثری نمی‌سازی؟ خالقی پاسخ داد: «خاموش آخرین اثر من است».
سرانجام روح‌الله خالقی در ۲۱ آبان سال ۱۳۴۴، بر اثر سرطان معده در شهر سالزبورگِ کشور اتریش درگذشت. پیکر او پس از بازگرداندن به ایران، ۲۹ آبان سال ۱۳۴۴ ه‍.ش در گورستان ظهیرالدوله در تهران به خاک سپرده شد.

#### واکنش‌ها
«... پدرم، خالقی، آدمی بود که زندگی‌اش در کار خلاصه می‌شد… اما او هرگز ما را فدای کارش نکرد… همیشه برای شنیدنِ حرف‌های من فرصت داشت… او نمُرده. من هیچ‌وقت نتوانستم او را به شکل انسانی که وجود ندارد بپذیرم… گاهی که می‌شنوم کسی در مورد پدرم کلمهٔ مرحوم را به‌کار می‌برد بی‌اندازه ناراحت می‌شوم. آدم‌هایی که هیچ از خودشان باقی نمی‌گذارند شاید مرحوم باشند اما کسی که کارش، شاگردانش و نوشته‌هایش را باقی می‌گذارد، هیج‌وقت نمرده‌است…»

گلنوش خالقی
حسین دهلوی، در مراسم بزرگداشت روح‌الله خالقی در تالار فرهنگ، به‌همراه ارکستر وزارت فرهنگ و هنرهای زیبا، آخرین اثر خالقی (خاموش) را رهبری و اجرا کرد.
جواد معروفی قطعه‌ای به یاد خالقی ساخت و در بخشی از یادداشت خود که به مناسبت درگذشت روح‌الله خالقی، در بهمن ۱۳۴۴ در مجلهٔ موزیک ایران منتشر کرد نوشت: «فعالیت‌ها و کوشش‌های شبانه‌روزی او، دردهای روزگار، ناملایمات و کارشکنی‌ها تماماً جسم او را ناتوان کرد، چنان‌که مبتلا به زخم معده شد و او را از پای درآورد و دوستان خود را سخت در اندوه و غم گذاشت، اندوه و غمی که نظیر نداشت و ندارد….»
علینقی وزیری دربارهٔ درگذشت خالقی نوشت: «من از این ضایعه، سخت متألم و متأثرم و آرزو می‌کنم جوانانی که در رشتهٔ موسیقی تحصیل می‌کنند و هنرمندان آیندهٔ کشور محسوب می‌شوند خالقی را از یاد نبرند و او را به عنوان یک نمونهٔ کار و کوشش و صداقت و نیکدلی درنظر داشته باشند و راه او را در امر پیشرفت موسیقی ملی ایران تعقیب کنند و آمال و آرزوهای او را جامهٔ عمل بپوشانند.»
عبدالحسین سپنتا، کارگردان نخستین فیلم ناطق ایرانی، شعری دربارهٔ او با مطلع زیر سروده‌است.
| به پرده‌های پیانو چو خالقی زد دست |  | به روی نُت ز هنر نقشِ آفرین بربست |

### زندگی خصوصی

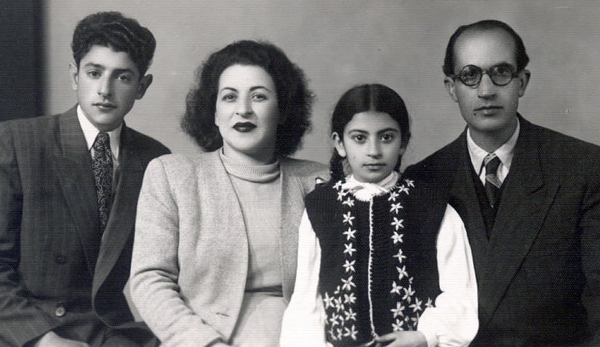
روح‌الله خالقی، گلنوش خالقی، ایران جهانسوز شاهی، فرهاد رأفت

روح‌الله خالقی در ۲۳ بهمن سال ۱۳۱۶، با ایران‌الملوک جهانسوز شاهی (ایران‌الملوک خالقی) ازدواج کرد. ایران جهانسوز شاهی (زادهٔ ۱۲۸۷) از کودکی تار می‌نواخت و به نقاشی علاقه‌مند بود. او فارغ‌التحصیل مدرسهٔ ژاندارک و هنرستان موسیقی ملی در رشتهٔ نقاشی بود و در قسمتِ تعلیمات عالیهٔ وزارت فرهنگ مشغول به کار بود. خالقی که در آن زمان معاون دفتر وزارتی بود، در همانجا با ایران جهانسوز شاهی آشنا شد و این آشنایی به ازدواج انجامید. ایران پیش از آشنایی با روح‌الله یک بار ازدواج کرده بود که به جدایی ختم شده بود. او از ازدواج اولش با محسن رأفت، فرزندی به نام فرهاد داشت.
خالقی پس از ازدواج، پدرِ دو فرزند با نام‌های گلنوش (زادهٔ ۱۳۱۹) و فرخ (زادهٔ ۱۳۳۰) و پدرخواندهٔ فرهاد رأفت (فرزندِ همسرش) شد. گلنوش خالقی مانند پدر، تحصیل موسیقی را برگزید و به آهنگسازی و رهبری ارکستر مشغول شد. او در ۲۶ بهمن ۱۳۹۹ در واشینگتن درگذشت.

## موسیقی

### سبک

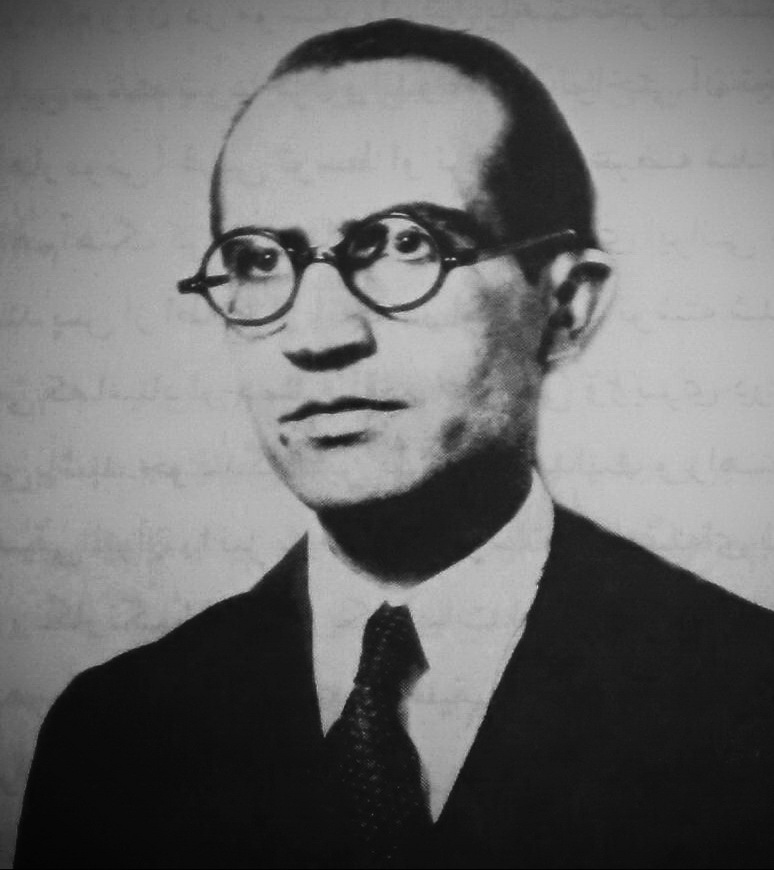
روح‌الله خالقی

خالقی را می‌توان نخستین «آهنگ‌ساز حرفه‌ایِ کامل در ایران» دانست. هرچند علینقی وزیری آغازگر این راه بود اما وی بیشتر به‌عنوان یک نوازندهٔ تار مطرح بوده‌است. آثار روح‌الله خالقی جدای از ریشه‌های اصیل موسیقی ایرانی، دارای ابتکارات نوآورانه است. استفاده از کنترپوان و خطوط ملودیکِ موازی از ویژگی‌های موسیقی او است.
خالقی به دنبال یافتن ملودی‌های زیبا بود. او در تغییر مسیر موسیقی ایران از یک موسیقی محفلی به موسیقی کلاسیک، نقشی قابل توجه داشت. وی برای ساخت موسیقی مستقل و بدون کلام نیز تلاش کرد و در این زمینه هم از پیشگامان بود. خالقی در تکمیل فعالیت‌های علینقی وزیری، نمونه‌های شنیداری جذابی در دستگاه‌های مختلف نظیر ماهور، راست‌پنجگاه، شور و آوازهای موسیقی ایرانی نوشت و به اجرای ارکسترها درآورد. استفادهٔ به‌جا و درست از سازها به‌شکلی که بتوانند حالت‌ها و احساسات متنوع انسانی را نمایان و به شنوندگان القا کنند، از نکته‌های مهم در ارائه و سبک آثار شنیداری خالقی ارزیابی می‌شود. او با خلق آثار موسیقی خود، فضایی فراهم کرد تا هنرمندان دیگر نیز دست به تجربه بزنند و آهنگسازانی با توانایی ساخت آثار متنوع در موسیقی ایران پدیدار شوند.
آثار اولیهٔ خالقی، بیشتر در قالب سنتی و مونوفونیک نوشته و تنظیم شده‌اند و به تدریج در آثار بعدی وی میل و توجه به هارمونی آشکار می‌شود. تنظیم و ارکستراسیون آثار دیگران نیز بخش مهمی از فعالیت‌های خالقی محسوب می‌شود. ویژگی دیگری که در ساخته‌های خالقی می‌توان یافت، استفاده از سازهای تار و تمبک در بیشتر قطعات اوست. او این دو ساز را در کنار ارکستر بزرگ قرار می‌داد. او معتقد بود که برخی از سازهای ملی ایرانی، برای ارکستر مناسب نیستند، مانند سنتور که مشکل کوک کردن دارد، یا نی که خالقی استفاده از قره‌نی (نوعی کلارینت) را به‌جای آن ترجیح می‌داد.
خالقی برای هارمونی به‌کار رفته در آثارش، از اصطلاح «آرمونی∗ خفیف» استفاده کرده‌است. در این شیوه، برای حفظ اصالت موسیقی ایرانی، از هارمونی پیشرفته و غنی پرهیز می‌شود و کارکردهای تونیک، مدیانت و دومینانت، بسته به موقعیت، متغیر است. همچنین در موارد متعددی، سوم آکورد حذف می‌شود و در بیشتر مواقع پیوند آکوردها، در دایرهٔ درجات یک (I) و پنج (V) یا یک (I) و چهار (IV)، محدود می‌شود. با این‌حال خالقی از تناوب آکوردهای ماژور، مینور و همچنین از پرده‌گردانی (مدولاسیون)، بارها بهره برده‌است. از نظر خالقی ترکیب مطلوب سازهای ارکستر چنین بود: ۴ ویلن اول، ۴ ویلن دوم، ۲ ویلن آلتو، ۳ ویلنسل، ۲ کنترباس، ۱ فلوت، ۱ ابوا، ۲ قره‌نی، ۲ تار و ۱ پیانو. خالقی ویلن را «شاه‌سازِ ارکستر» می‌نامید و معتقد بود سازی است که هم صدای ارکستر را درخشان می‌کند و هم حالت‌های موسیقی ملی ایران با آن به‌خوبی بیان می‌شود.

### آثار و اقدامات خالقی از نگاه دیگران

روح‌الله خالقی، فرخ خالقی و علینقی وزیری

علینقی وزیری که مهم‌ترین استاد روح‌الله خالقی بوده‌است، ضمن اشاره به سابقهٔ آشنایی خود با خالقی که از ۱۶ سالگی تا چهارماه پیش از درگذشت او تداوم داشت، چنین نوشته‌است:
«خالقی یکی از این اشخاص بود که در طول چهل و چند سال عمر هنری خود، همیشه فکر خدمت به هنر موسیقی ملی کشورش در سرلوحهٔ توجهات او قرار داشت و در این باره از بذل جان و مال دریغ نکرد و با علاقه و صمیمیت و پشتکار و نظم و حوصله و هوش بسیاری که در او بود، توفیق زیادی در آرمان خود یافت… خالقی به تمام معنا یک انسان واقعی بود. مردی بود اندیشمند و واجد منطقی سالم و درست. صدیق، صریح، منصف و وطن‌پرست. مدیریت و حُسن تشخیص او در مسائل سازمانی و اداری از خصایصی‌ست که باید از آن به نیکی یاد کرد.»
علینقی وزیری، آثار خالقی را یکدست نمی‌دانست. به عقیدهٔ او برخی از قطعات روح‌الله خالقی برای شرایط خاص ساخته شده که از نظر عمق و تنظیم با سایر آثار او که با دقت و حوصلهٔ بیشتری آهنگسازی و تنظیم شده‌اند، تفاوتی آشکار دارند. از نگاه وزیری، خالقی به موسیقی علمی بیش از موسیقی عملی گرایش و توجه داشته که بخشی از این توجه و علاقه، در ترجمهٔ کتاب‌های هارمونی موسیقی غربی و تألیف دو جلد کتاب نظری به موسیقی، آشکار است.
فرهاد فخرالدینی، نقش روح‌الله خالقی در معرفی موسیقی ایرانی را مهم و برجسته می‌داند. به اعتقاد او، کتاب‌های خالقی برای نخستین‌بار، علاقه‌مندان را با هویت و ریشهٔ موسیقی ایرانی و زندگی موسیقی‌دانان ایرانی، از جمله نوازندگان مشهور دوران قاجار آشنا کرد. از نظر فخرالدینی، خالقی با نوشتن سرگذشت هنرمندان، ایرانیان را با گذشته‌شان پیوند داد و جدای از آن، باعث شد تا قطعات موسیقی فراوانی ساخته شود و کنسرت‌های بسیاری به اجرا گذاشته شود.
فرهنگ فرهی، در بخشی از مقالهٔ خود دربارهٔ روح‌الله خالقی که در سال ۱۳۸۰ ه‍.ش در مجلهٔ جوانان در آمریکا منتشر شده‌است، به نقش خالقی در توجه به موسیقی بی‌کلام اشاره کرده و می‌نویسد: «در هر مقامی که بود، خواه در هنرستان موسیقی، خواه در شورای موسیقی، عملاً کوشید تا جایی درخور برای موسیقی بی‌کلام به‌وجود آورد و با اجراهای مکرر این موسیقی، گوش و احساس جمع شنوندگان را به آن عادت دهد.» فرهنگ فرهی در ادامهٔ نوشته‌اش از قطعات بدون کلام خالقی از جمله رنگارنگ یاد می‌کند و ضمن اشاره به شیوهٔ دوصدایی و گاه چندصدایی در برخی آثار خالقی، استفاده از رنگ‌آمیزی متنوع سازها را در ایجاد تنوع و جذب «شنوندهٔ معتاد به شعر و آواز» به سمت موسیقی بی‌کلام، از موفقیت‌های خالقی می‌داند.
… من در زندگی‌ام این شانس را داشتم که نوازندهٔ خالقی باشم و با خانوادهٔ خالقی و کسانی که با او حشرونشر داشتند و حتی آنها که دست‌پروردهٔ او بودند، آشنا باشم…. در آن دوران فکر نمی‌کردم روزی خودم رهبر ارکستر شوم اما می‌توانم بگویم او الگوی من است…. هیچ‌وقت از زبان او نشنیدم که بگوید «من» فلان کار را کرده‌ام. خالقی بسیار مهربان و جدی بود… او موسیقی‌دان بزرگ و مدیر عالی بود. خالقی بهترین رئیس هنرستان موسیقی نیز بود…— فرهاد فخرالدینی

### آثار

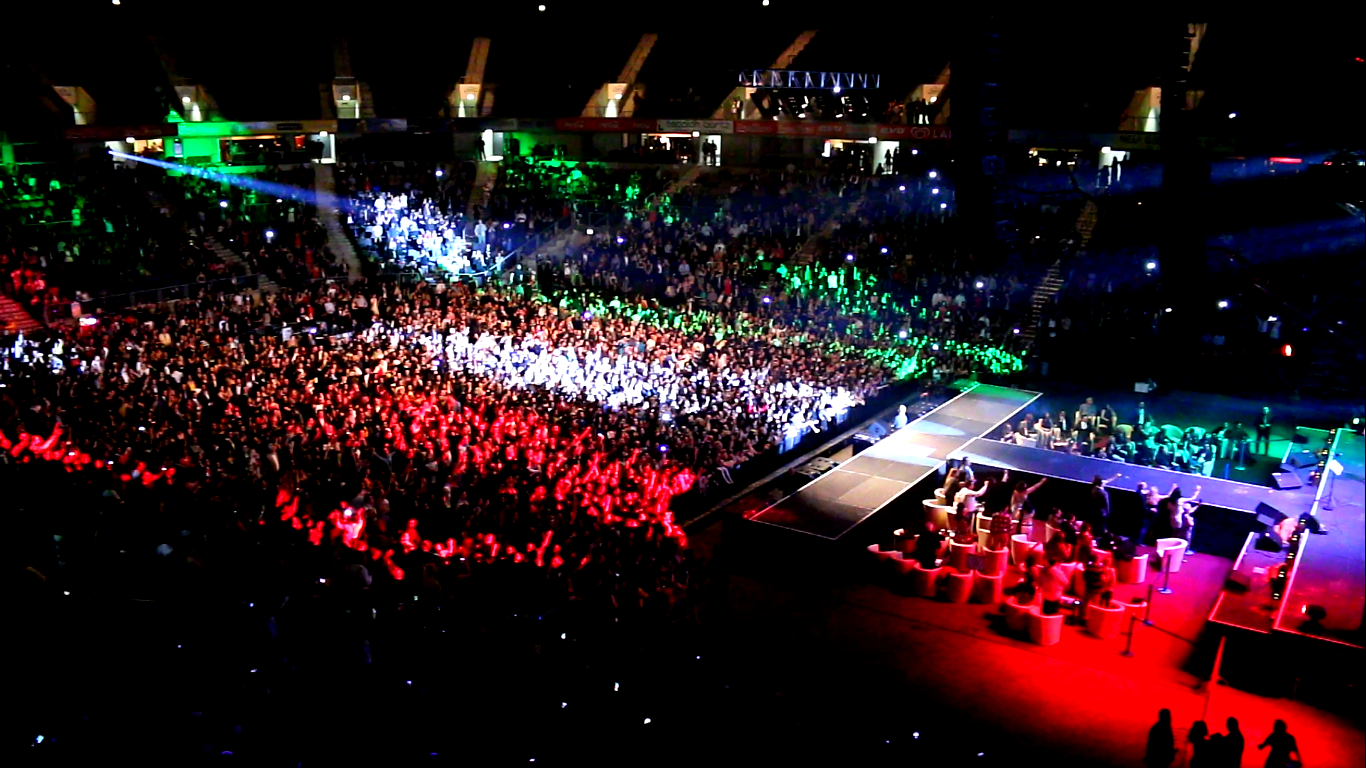
مردم در حال خواندن سرود «ای ایران» ساخته روح‌الله خالقی در بزرگ‌ترین کنسرت نوروز در دنیا، آرنا اوبرهاوزن، مارس ۲۰۱۴

سرود «ای ایران» مشهورترین اثر موسیقی روح‌الله خالقی به حساب می‌آید، چنان‌که این سرود را در سال ۱۹۶۰ م. در کنفرانس بین‌المللی بررسی سرودهای ملی، به‌عنوان یکی از تأثیرگذارترین و میهن‌گراترین سرودهای ملی در میان کشورها انتخاب شد و در ایران نیز به ثبت ملی رسیده‌است. خالقی قطعات متعدد دیگری هم خلق کرده که بسیاری از آن‌ها به شهرت فراوان رسیده‌اند.
تصنیف «بهار دلنشین» با شعری از بیژن ترقی که نخستین بار در اوایل دههٔ ۱۳۳۰ ه‍.ش با صدای غلامحسین بنان اجرا شد، از آثار مشهور خالقی است که توسط خوانندگانی چون سالار عقیلی و علی زند وکیلی نیز بازخوانی شده‌است. «خوشه‌چین» با شعر کریم فکور (با مطلع «من که فرزند این سرزمینم») و «حالا چرا» با شعر محمدحسین شهریار (با مطلع «آمدی جانم به قربانت، ولی حالا چرا») نیز از دیگر تصنیف‌های خالقی هستند که بارها بازخوانی و تنظیم مجدد شده‌اند. فرهاد فخرالدینی از تصنیف «حالا چرا» در تیتراژ و موسیقی متن مجموعهٔ تلویزیونی شهریار با تنظیم دوباره و صدای سالار عقیلی، بهره برد. در سال ۱۳۹۸ ه‍. ش، مجموعه‌ای شامل پارتیتورهای چهل و شش قطعه از آثار سازی و آوازیِ خالقی، در کتابی با نام آثار استاد روح‌الله خالقی (تصنیفات) با تلاش گلنوش خالقی چاپ و توسط مؤسسه فرهنگی هنری ماهور منتشر شد.
تنوعِ آثارِ آهنگسازیِ خالقی، به ساخت سرود و تصنیف ختم نمی‌شود. او قطعات بی‌کلامی نوشت که در زمان خود بسیار مورد توجه بود. از آن‌جمله می‌توان به رنگارنگ شمارهٔ ۱ در بیات اصفهان اشاره کرد. آثاری در فُرم‌های آزاد و فرم‌های موسیقی ایرانی نظیر پیش‌درآمد، رِنگ و چهارمضراب نیز از جمله آثار بدون کلام او به حساب می‌آیند.
خالقی به جز آهنگسازی، به تنظیم و اجرای بسیاری از تصنیف‌های قدیمی، از جمله آثار علی‌اکبر شیدا و عارف قزوینی برای ارکستر نیز پرداخته‌است. او همچنین تعدادی از قطعات آهنگسازانی نظیر علینقی وزیری، حسین سنجری، موسی معروفی و دیگران را تنظیم و اجرا کرده‌است که پارتیتور برخی از این آثار در کتابی با عنوان آثار استاد روح‌الله خالقی (تنظیمات)، به کوشش گلنوش خالقی توسط مؤسسه فرهنگی هنری ماهور منتشر شده‌است. جدای از تنظیم آثار آهنگسازان ایرانیِ زمانِ خود، خالقی بسیاری از این آثار را رهبری و با ارکستر اجرا کرده‌است.
روح‌الله خالقی نخستین آهنگ خود را که «به نام او» نام داشت در سال ۱۳۰۹ ه‍. ش و آخرین اثر خود، تصنیف «خاموش» را در سال ۱۳۳۹ ه‍.ش آهنگسازی کرد. او نام «خاموش» را به‌عمد برای آخرین ساختهٔ خود برگزیده بود. این تصنیف در دستگاه ماهور با شعری از رهی معیری ساخته شده و غلامحسین بنان آواز آن را اجرا کرده‌است؛ موسیقی این اجرا توسط ارکستر گل‌ها به رهبری خالقی و با همراهی پیانوی جواد معروفی اجرا شده و در برنامهٔ گل‌های رنگارنگ ۲۳۷ ضبط و منتشر شده‌است. شعر این تصنیف با ابیات زیر آغاز می‌شود:
| نه دل مفتونِ دلبندی، نه جان مدهوشِ دل‌خواهی |  | نه بر مُژگان من اشکی، نه بر لب‌های من آهی |
| نه جان بی نصیبم را پیامی از دلارامی      |  | نه شام بی فروغم را نشانی از سحرگاهی     |

روح‌الله خالقی جدای از تألیف کتاب‌های مهمی همچون سرگذشت موسیقی ایران در ۳ جلد که نام او را به عنوان «نخستین تاریخ‌نگار موسیقی شهری ایران» مطرح کرد و منبع کلیهٔ تحقیقات تاریخ موسیقی ایران در دورهٔ معاصر قرار گرفت، مقاله‌های تخصصی بسیاری در مجله‌ها و روزنامه‌ها منتشر کرد که بیشترین حجم مطالب نوشته‌شده در موسیقی معاصر ایران را شامل می‌شود. خالقی از سال ۱۳۲۰ تا زمان درگذشتش در سال ۱۳۴۴، بیش از ۱۴۰ مقاله در مجله‌هایی همچون: موسیقی، موزیک ایران، موسیقی رادیو، رستاخیز، دانشکدهٔ ادبیات و علوم انسانی، پیام نوین و ماهنامهٔ دریا به انتشار رساند.
| ۱                 | ابوعطا و حجاز                            | Yes                   | Yes                   | قطعه‌ای ضربی در آواز ابوعطا، ساخته شده در سال ۱۳۳۲      | قطعه‌ای ضربی در آواز ابوعطا، ساخته شده در سال ۱۳۳۲                        | قطعه‌ای ضربی در آواز ابوعطا، ساخته شده در سال ۱۳۳۲ | [ ۱۳۴ ]         |
| ۲                 | پیش‌درآمد شور                             | Yes                   | Yes                   | در دستگاه شور، ساخته شده در سال ۱۳۳۲                   | در دستگاه شور، ساخته شده در سال ۱۳۳۲                                     | در دستگاه شور، ساخته شده در سال ۱۳۳۲ | [ ۱۳۴ ]         |
| ۳                 | پیش‌درآمد مقدماتی ماهور                   | Yes                   | Yes                   | در دستگاه ماهور، ساخته شده در سال ۱۳۳۱                 | در دستگاه ماهور، ساخته شده در سال ۱۳۳۱                                   | در دستگاه ماهور، ساخته شده در سال ۱۳۳۱ | [ ۱۳۴ ]         |
| ۴                 | ترانهٔ بهار                               | Yes                   | Yes                   |                                                        |                                                                          | | [ ۱۳۴ ]         |
| ۵                 | تریو برای تار و ویلن                     | Yes                   | Yes                   |                                                        |                                                                          | | [ ۱۳۴ ]         |
| ۶                 | چهارمضراب شور                            | Yes                   | Yes                   | در دستگاه شور، ساخته شده در سال ۱۳۲۶                   | در دستگاه شور، ساخته شده در سال ۱۳۲۶                                     | در دستگاه شور، ساخته شده در سال ۱۳۲۶ | [ ۱۳۴ ]         |
| ۷                 | خاطرات گذشته                             | Yes                   | Yes                   | ساخته شده در سال‌های ۱۳۱۱ – ۱۳۱۳                        | ساخته شده در سال‌های ۱۳۱۱ – ۱۳۱۳                                          | ساخته شده در سال‌های ۱۳۱۱ – ۱۳۱۳ | [ ۱۳۴ ]         |
| ۸                 | دوئت                                     | Yes                   | Yes                   | قطعه‌ای که برای دو ساز نوشته شده‌است.                    | قطعه‌ای که برای دو ساز نوشته شده‌است.                                      | قطعه‌ای که برای دو ساز نوشته شده‌است. | [ ۱۳۴ ]         |
| ۹                 | رامیانی                                  | Yes                   | Yes                   | ساخته شده در سال ۱۳۲۴                                  | ساخته شده در سال ۱۳۲۴                                                    | ساخته شده در سال ۱۳۲۴ | [ ۱۳۵ ]         |
| ۱۰                | رقص سنگین برای تار و ویلن                | Yes                   | Yes                   |                                                        |                                                                          | | [ ۱۳۶ ]         |
| ۱۱                | رقص شرقی                                 | Yes                   | Yes                   | ساخته شده در سال ۱۳۲۱                                  | ساخته شده در سال ۱۳۲۱                                                    | ساخته شده در سال ۱۳۲۱ | [ ۱۳۶ ]         |
| ۱۲                | رِنگ سه‌گاه                                | Yes                   | Yes                   | در دستگاه سه‌گاه                                        | در دستگاه سه‌گاه                                                          | در دستگاه سه‌گاه | [ ۱۳۶ ]         |
| ۱۳                | رِنگ شور                                  | Yes                   | Yes                   | در دستگاه شور، ساخته شده در سال ۱۳۰۹                   | در دستگاه شور، ساخته شده در سال ۱۳۰۹                                     | در دستگاه شور، ساخته شده در سال ۱۳۰۹ | [ ۱۳۶ ]         |
| ۱۴                | رنگ کوچک                                 | Yes                   | Yes                   | ساخته شده در سال ۱۳۳۱                                  | ساخته شده در سال ۱۳۳۱                                                    | ساخته شده در سال ۱۳۳۱ | [ ۱۳۶ ]         |
| ۱۵                | رنگ گلنوش                                | Yes                   | Yes                   | ساخته شده در سال ۱۳۲۰                                  | ساخته شده در سال ۱۳۲۰                                                    | ساخته شده در سال ۱۳۲۰ | [ ۱۳۶ ]         |
| ۱۶                | رنگ ماهور                                | Yes                   | Yes                   | در دستگاه ماهور، ساخته شده در سال ۱۳۳۲                 | در دستگاه ماهور، ساخته شده در سال ۱۳۳۲                                   | در دستگاه ماهور، ساخته شده در سال ۱۳۳۲ | [ ۱۳۶ ]         |
| ۱۷                | رنگ مینا                                 | Yes                   | Yes                   |                                                        |                                                                          | | [ ۱۳۶ ]         |
| ۱۸                | رنگ همایون                               | Yes                   | Yes                   | شماره‌های ۱ و ۲ در دستگاه همایون                        | شماره‌های ۱ و ۲ در دستگاه همایون                                          | شماره‌های ۱ و ۲ در دستگاه همایون | [ ۱۳۶ ]         |
| ۱۹                | رنگ یاسمن                                | Yes                   | Yes                   | ساخته شده در سال ۱۳۲۱                                  | ساخته شده در سال ۱۳۲۱                                                    | ساخته شده در سال ۱۳۲۱ | [ ۱۳۶ ]         |
| ۲۰                | رنگارنگ شمارهٔ ۱                          | Yes                   | Yes                   | در آواز بیات اصفهان، ساخته شده در سال‌های ۱۳۱۱ – ۱۳۱۳   | در آواز بیات اصفهان، ساخته شده در سال‌های ۱۳۱۱ – ۱۳۱۳                     | در آواز بیات اصفهان، ساخته شده در سال‌های ۱۳۱۱ – ۱۳۱۳ | [ ۱۳۶ ]         |
| ۲۱                | رنگارنگ شمارهٔ ۲                          | Yes                   | Yes                   | در دستگاه ماهور و راست‌پنجگاه، ساخته شده در سال ۱۳۳۲    | در دستگاه ماهور و راست‌پنجگاه، ساخته شده در سال ۱۳۳۲                      | در دستگاه ماهور و راست‌پنجگاه، ساخته شده در سال ۱۳۳۲ | [ ۱۳۶ ]         |
| ۲۲                | شرقی شمارهٔ ۸                             | Yes                   | پرویز محمود           |                                                        |                                                                          | | <ref            |
| ۲۳                | ماهور نوین                               | Yes                   | Yes                   | در دستگاه ماهور، نخستین اجرا در رادیو ۲۷ اردیبهشت ۱۳۲۱ | در دستگاه ماهور، نخستین اجرا در رادیو ۲۷ اردیبهشت ۱۳۲۱                   | در دستگاه ماهور، نخستین اجرا در رادیو ۲۷ اردیبهشت ۱۳۲۱ | <ref            |
| ۲۴                | والس صبح                                 | Yes                   | Yes                   | نخستین اجرا در رادیو ۲۹ بهمن ۱۳۲۰                      | نخستین اجرا در رادیو ۲۹ بهمن ۱۳۲۰                                        | نخستین اجرا در رادیو ۲۹ بهمن ۱۳۲۰ | <ref            |
| تصنیف‌ها           |                                          |                       |                       |                                                        |                                                                          | |                 |
| شماره             | نام تصنیف (به ترتیب الفبا)               | آهنگساز               | تنظیم‌کننده            | شاعر/ترانه‌سرا                                          | خواننده                                                                  | توضیحات | منبع            |
| ۱                 | آتشین لاله یا لالهٔ خونین                 | Yes                   | Yes                   | رهی معیری                                              | غلامحسین بنان، مرضیه                                                     | در آواز افشاری، اجرا در برنامه گل‌های رنگارنگ ۱۴۲ و ۲۰۵ | [ ۱۳۸ ]         |
| ۲                 | آذربایجان                                | Yes                   | Yes                   | رهی معیری                                              | غلامحسین بنان                                                            | در دستگاه شور و آواز ابوعطا، اجرا درگل‌های رنگارنگ ۱۷۱، ۲۱۹ و ۲۵۶. ساخته شده در سال ۱۳۲۶، تنظیم مجدد ۱۳۴۰ | [ ۱۳۹ ]         |
| ۳                 | آرزوی دل                                 | Yes                   | Yes                   | علی مؤید ثابتی                                         | غلامحسین بنان                                                            | در دستگاه سه‌گاه، اجرا در برنامهٔ موسیقی ایرانی | [ ۱۴۰ ]         |
| ۴                 | آه سحر                                   | Yes                   | Yes                   | فروغی بسطامی                                           | غلامحسین بنان                                                            | در آواز دشتی، اجرا در برنامهٔ موسیقی ایرانی، این اثر نخستین‌بار در سال ۱۳۲۳، به خوانندگی عبدالعلی وزیری به همراه ارکسترِ انجمن موسیقی ملی، در سالن دبستان نظامی اجرا شد.                                                     | [ ۱۴۱ ] [ ۱۴۲ ] |
| ۵                 | افراچشمه                                 | محلی مازندرانی        | Yes                   | باباطاهر                                               | الهه                                                                     | ساخته شده در سال ۱۳۳۴، هارمونی: گلنوش خالقی | [ ۱۴۳ ]         |
| ۶                 | امیدِ زندگانی                             | Yes                   | Yes                   | رهی معیری                                              | پوران                                                                    | در دستگاه ماهور، اجرا در برنامهٔ موسیقی ایرانی، ساخته شده در سال ۱۳۲۶، این اثر به همراه تصنیف‌های شب جوانی و شب هجران، آثاری از خالقی هستند که در فیلم طوفان زندگی به کارگردانی علی دریابیگی، استفاده شدند.                 | [ ۱۴۴ ]         |
| ۷                 | بنفشه گیسو                               | Yes                   | جواد معروفی           |                                                        | الهه                                                                     | درگوشهٔ داغستانی، آواز دشتی، اجرا درگل‌های رنگارنگ ۲۶۴ | [ ۱۴۵ ]         |
| ۸                 | بهار آرزو یا بهار دلنشین                 | Yes                   | Yes                   | بیژن ترقی                                              | غلامحسین بنان                                                            | در آواز بیات اصفهان، ارکستر گل‌ها به رهبری روح‌الله خالقی، گل‌های رنگارنگ ۲۲۴، ۲۲۴ب، ۲۲۴ث | [ ۱۴۶ ]         |
| ۹                 | بهار عاشق                                | Yes                   | Yes                   | رهی معیری                                              | فرح                                                                      | در آواز بیات اصفهان، اجرا در برنامهٔ موسیقی ایرانی | [ ۱۴۷ ]         |
| ۱۰                | بیات ترک                                 | Yes                   | Yes                   | رهی معیری                                              | عبدالوهاب شهیدی                                                          | در آواز بیات ترک، ساخته شده در سال ۱۳۲۴، تنظیم مجدد ۱۳۴۲ | [ ۱۴۸ ]         |
| ۱۱                | پیمان‌شکن                                 | Yes                   | Yes                   | رهی معیری                                              | غلامحسین بنان                                                            | در آواز ابوعطا، اجرا در برنامهٔ موسیقی ایرانی، ساخته شده در سال ۱۳۲۵، تنظیم مجدد ۱۳۴۳ | [ ۱۴۸ ]         |
| ۱۲                | ترانهٔ بهار                               | Yes                   | Yes                   | رهی معیری                                              |                                                                          | در آواز بیات اصفهان، اپوس ۱۲ | [ ۱۴۹ ]         |
| ۱۳                | جام جهان‌بین                              | Yes                   | Yes                   | حافظ                                                   |                                                                          | در دستگاه سه‌گاه، اجرا در برنامهٔ موسیقی ایرانی، ۱۳۴۰ | [ ۱۴۹ ]         |
| ۱۴                | جام جم                                   | Yes                   | Yes                   | حسن سالک                                               |                                                                          | در آواز افشاری | [ ۱۵۰ ]         |
| ۱۵                | چشم مست                                  | Yes                   | Yes                   | حافظ                                                   |                                                                          | در آواز بیات اصفهان، اجرا در برنامهٔ موسیقی ایرانی | [ ۱۵۰ ]         |
| ۱۶                | چنگ رودکی (بوی جوی مولیان)               | Yes                   | Yes                   | رودکی                                                  | غلامحسین بنان، مرضیه                                                     | در آواز بیات اصفهان، اجرا درگل‌های رنگارنگ ۲۵۴ | [ ۱۵۱ ]         |
| ۱۷                | حالا چرا                                 | Yes                   | Yes                   | محمدحسین شهریار                                        | غلامحسین بنان                                                            | در گوشهٔ بوسلیک از دستگاه نوا، گل‌های رنگارنگ ۲۱۰ و ۲۱۰ ب، سال ساخت ۱۳۲۴ | [ ۱۵۲ ]         |
| ۱۸                | خاموش                                    | Yes                   | Yes                   | رهی معیری                                              | غلامحسین بنان                                                            | در دستگاه ماهور، اجرا درگل‌های رنگارنگ ۲۳۷، ساخته شده در سال ۱۳۳۹ | [ ۱۵۳ ]         |
| ۱۹                | خواب و خیال                              | Yes                   | Yes                   | حسن سالک                                               |                                                                          | در دستگاه ماهور و اصفهان | [ ۱۵۴ ]         |
| ۲۰                | خوشه‌چین                                  | Yes                   | Yes                   | کریم فکور                                              | غلامحسین بنان                                                            | در آواز دشتی | [ ۱۴۷ ]         |
| ۲۱                | دل سودایی                                | Yes                   | Yes                   | سعدی                                                   |                                                                          | | [ ۱۵۵ ]         |
| ۲۲                | روزگار جوانی                             | Yes                   | Yes                   | فرخی سیستانی                                           |                                                                          | این اثر نخستین «آهنگِ آواز دار» خالقی است که در سال ۱۳۲۱ ساخته‌است | [ ۱۵۵ ]         |
| ۲۳                | شبِ جوانی                                 | Yes                   | Yes                   | رهی معیری                                              | غلامحسین بنان                                                            | در دستگاه همایون، گل‌های رنگارنگ ۲۴۵، نخستین اجرای این اثر در فیلم طوفانِ زندگی، در سال ۱۳۲۶ بوده‌است. | [ ۱۵۵ ]         |
| ۲۴                | شبِ هجران                                 | Yes                   | Yes                   | غلامعلی رعدی آذرخشی                                    | غلامحسین بنان                                                            | در آواز افشاری، گل‌های رنگارنگ ۲۲۸ و ۲۲۸ ب (نام‌های دیگر: آتش غم، مصیبت نامه عشقم)، این اثر به همراه تصنیف‌های شب جوانی و امید زندگانی، آثاری از خالقی هستند که در فیلم طوفان زندگی به کارگردانی علی دریابیگی، استفاده شدند. | [ ۱۵۶ ]         |
| ۲۵                | شُلیل                                     | محلی                  | Yes                   |                                                        |                                                                          | در دستگاه همایون، گوشهٔ شوشتری و بختیاری | [ ۱۵۷ ]         |
| ۲۶                | گل من کجایی                              | Yes                   | Yes                   | رهی معیری                                              | غلامحسین بنان                                                            | در دستگاه شور آواز دشتی، ساخته شده در سال ۱۳۲۶ | [ ۱۵۷ ]         |
| ۲۷                | محلی بختیاری (عِشقِت مجنونُم کِرده)          | محلی                  | Yes                   | محلی                                                   | حسین قوامی، الهه                                                         | در دستگاه همایون، گوشهٔ شوشتری و بختیاری، گل‌های رنگارنگ ۲۵۱ | [ ۱۵۸ ]         |
| ۲۸                | مستانه                                   | Yes                   | Yes                   | رهی معیری                                              | غلامحسین بنان                                                            | در آواز افشاری، اجرا در برنامهٔ موسیقی ایرانی | [ ۱۵۹ ]         |
| ۲۹                | مستیِ عاشقان                              | Yes                   | Yes                   | اسماعیل نواب صفا                                       | غلامحسین بنان                                                            | در دستگاه چهارگاه، اجرا در برنامهٔ موسیقی ایرانی، گل‌های رنگارنگ | [ ۱۶۰ ]         |
| ۳۰                | مهر تو                                   | Yes                   | Yes                   |                                                        |                                                                          | در آواز بیات اصفهان | [ ۱۶۱ ]         |
| ۳۱                | می ناب                                   | Yes                   | Yes                   | حافظ                                                   | غلامحسین بنان                                                            | در آواز بیات اصفهان، گل‌های رنگارنگ ۲۶۷، سال ساخت ۱۳۴۰ | [ ۱۴۷ ]         |
| ۳۲                | نغمه‌های ماهور (دل می‌رود ز دستم)          | Yes                   | Yes                   | حافظ                                                   | غلامحسین بنان                                                            | در دستگاه ماهور، گل‌های رنگارنگ ۲۱۲ | [ ۱۶۲ ]         |
| ۳۳                | نغمهٔ فروردین                             | Yes                   | Yes                   | پرویز ناتل خانلری                                      |                                                                          | در آواز بیات اصفهان، ساخته شده در سال ۱۳۰۸ | [ ۱۶۳ ]         |
| ۳۴                | نغمهٔ بختیاری                             | محلی                  |                       | محلی                                                   | عبدالوهاب شهیدی                                                          | | [ ۱۶۴ ]         |
| ۳۵                | نغمهٔ نوروزی                              | Yes                   | Yes                   | رهی معیری                                              | غلامحسین بنان                                                            | در دستگاه شور، آواز دشتی | [ ۱۶۵ ]         |
| ۳۶                | نوبهار                                   | Yes                   | Yes                   | پرویز ناتل خانلری                                      |                                                                          | ساخته شده در سال ۱۳۱۱ | [ ۱۶۵ ]         |
| ۳۷                | وعدهٔ وصال                                | Yes                   | Yes                   | سعدالدین نزاری قهستانی                                 | غلامحسین بنان                                                            | | [ ۱۴۷ ]         |
| ۳۸                | یار رمیده                                | Yes                   | Yes                   | رهی معیری                                              | غلامحسین بنان                                                            | در دستگاه همایون، اجرا در برنامهٔ موسیقی ایرانی، ساخته شده در سال ۱۳۲۳ | [ ۱۴۷ ]         |
| سرودها            |                                          |                       |                       |                                                        |                                                                          | |                 |
| شماره             | نام سرود (به ترتیب الفبا)                | آهنگساز               | تنظیم‌کننده            | شاعر/ترانه‌سرا                                          | خواننده                                                                  | توضیحات | منبع            |
| ۱                 | آذرآبادگان                               | Yes                   | Yes                   | حسین گل‌گلاب                                            | غلامحسین بنان                                                            | ساخته شده در سال ۱۳۲۴، در نوروز سال ۱۳۲۵، به دلیل ساختِ این اثر، به روح‌الله خالقی و حسین گل‌گلاب، نشانِ همایون اهدا شد | [ ۱۶۶ ] [ ۱۶۷ ] |
| ۲                 | اصفهان                                   | Yes                   | Yes                   | حسین گل‌گلاب                                            |                                                                          | ساخته شده در سال ۱۳۲۴ | [ ۱۶۸ ]         |
| ۳                 | امید                                     | Yes                   | Yes                   | نظامی گنجوی                                            |                                                                          | | [ ۱۶۸ ]         |
| ۴                 | انجمن اخوّت                               | Yes                   | Yes                   | هدایت‌الله نیّرسینا، لطفعلی صورتگر                       |                                                                          | ساخته شده در سال ۱۳۲۴ | [ ۱۶۸ ]         |
| ۵                 | ای ایران                                 | Yes                   | Yes                   | حسین گل‌گلاب                                            | غلامحسین بنان                                                            | در آواز دشتی، ساخته شده در سال ۱۳۲۳، به همراه گروه کُر | [ ۱۶۹ ]         |
| ۶                 | پند سعدی                                 | Yes                   | Yes                   | سعدی                                                   |                                                                          | | [ ۱۷۰ ]         |
| ۷                 | حزب مردم                                 | Yes                   | Yes                   | ابراهیم صهبا                                           |                                                                          | ساخته شده در سال ۱۳۳۷ | [ ۱۷۰ ]         |
| ۸                 | دانایی و توانایی                         | Yes                   | Yes                   | فردوسی                                                 |                                                                          | | [ ۱۷۰ ]         |
| ۹                 | دانش                                     | Yes                   | Yes                   | نظامی گنجوی                                            |                                                                          | | [ ۱۷۰ ]         |
| ۱۰                | دعای شاهنشاه                             | Yes                   | Yes                   | حافظ                                                   |                                                                          | ساخته شده در سال ۱۳۲۷ | [ ۱۷۰ ]         |
| ۱۱                | میهن (تصنیف روز میهن)                    | Yes                   | Yes                   |                                                        |                                                                          | | [ ۱۷۰ ]         |
| ۱۲                | سازمان شاهنشاهی                          | Yes                   | Yes                   | حسین گل‌گلاب                                            |                                                                          | ساخته شده در سال ۱۳۲۹ | [ ۱۷۰ ]         |
| ۱۳                | شادی                                     | Yes                   | Yes                   | اسدی توسی                                              |                                                                          | | [ ۱۷۰ ]         |
| ۱۴                | شیر و خورشید                             | Yes                   | Yes                   |                                                        |                                                                          | ساخته شده در سال ۱۳۲۷ | [ ۱۷۰ ]         |
| ۱۵                | کارگران                                  | Yes                   | Yes                   | اسماعیل نواب صفا                                       |                                                                          | ساخته شده در سال ۱۳۲۷ | [ ۱۷۰ ]         |
| ۱۶                | مژده                                     | Yes                   | Yes                   | فردوسی                                                 |                                                                          | | [ ۱۷۰ ]         |
| ۱۷                | نفت                                      | Yes                   | Yes                   | رهی معیری                                              |                                                                          | به مناسبت ملی شدن صنعت نفت، ساخته شده در سال ۱۳۳۱ | [ ۱۷۰ ]         |
| ۱۸                | نیکی                                     | Yes                   | Yes                   | فردوسی                                                 |                                                                          | | [ ۱۷۰ ]         |
| ۱۹                | هنر                                      | Yes                   | Yes                   | سعدی                                                   |                                                                          | | [ ۱۷۰ ]         |
| تنظیم آثار دیگران |                                          |                       |                       |                                                        |                                                                          | |                 |
| شماره             | نام اثر                                  | آهنگساز               | شاعر/ترانه‌سرا         | خواننده                                                | توضیحات                                                                  | توضیحات | منبع            |
| ۱                 | نمی‌دانم چه در پیمانه کردی                | عارف قزوینی           | عارف قزوینی           | الهه                                                   | در آواز افشاری، یک شاخه گل ۱۴۴ و ۲۶۵، گل‌های رنگارنگ ۲۵۸، ۲۵۸ ب           | در آواز افشاری، یک شاخه گل ۱۴۴ و ۲۶۵، گل‌های رنگارنگ ۲۵۸، ۲۵۸ ب | [ ۱۷۱ ]         |
| ۲                 | نکنم اگر چارهٔ دل هرجایی را               | عارف قزوینی           | عارف قزوینی           | الهه                                                   | در آواز افشاری، گل‌های رنگارنگ ۲۶۰، تنظیم شده در سال ۱۳۴۰                 | در آواز افشاری، گل‌های رنگارنگ ۲۶۰، تنظیم شده در سال ۱۳۴۰ | [ ۱۷۲ ]         |
| ۳                 | هنگام می (از خون جوانان وطن لاله دمیده)  | عارف قزوینی           | عارف قزوینی           | الهه                                                   | در آواز دشتی، گل‌های رنگارنگ ۲۴۶                                          | در آواز دشتی، گل‌های رنگارنگ ۲۴۶ | [ ۱۷۳ ]         |
| ۴                 | نه قدرت که با وی نشینم                   | عارف قزوینی           | عارف قزوینی           | الهه                                                   | در آواز افشاری، گل‌های رنگارنگ ۲۵۹                                        | در آواز افشاری، گل‌های رنگارنگ ۲۵۹ | [ ۱۷۴ ]         |
| ۵                 | بلبل شوریده                              | عارف قزوینی           | عارف قزوینی           | مرضیه                                                  | در دستگاه ماهور، گل‌های رنگارنگ ۲۹۳ و ۲۹۳ ب، یک شاخه گل ۲۳۷               | در دستگاه ماهور، گل‌های رنگارنگ ۲۹۳ و ۲۹۳ ب، یک شاخه گل ۲۳۷ | [ ۱۷۵ ]         |
| ۶                 | از کفم رها شد قرار دل                    | عارف قزوینی           | عارف قزوینی           | مرضیه                                                  | در آواز دشتی، گل‌های رنگارنگ                                              | در آواز دشتی، گل‌های رنگارنگ | [ ۱۷۳ ]         |
| ۷                 | چه شورها                                 | عارف قزوینی           | عارف قزوینی           | غلامحسین بنان                                          | در دستگاه شور، گل‌های رنگارنگ ۲۴۹                                         | در دستگاه شور، گل‌های رنگارنگ ۲۴۹ | [ ۱۷۶ ]         |
| ۸                 | رحم کن ای خدای دادگر کردی نکردی          | عارف قزوینی           | عارف قزوینی           | پروین                                                  | در آواز بیات ترک، گل‌های رنگارنگ، تنظیم شده در سال ۱۳۴۲                   | در آواز بیات ترک، گل‌های رنگارنگ، تنظیم شده در سال ۱۳۴۲ | [ ۱۷۳ ]         |
| ۹                 | گریه کن (تصنیف کلنل)                     | عارف قزوینی           | عارف قزوینی           | غلامحسین بنان                                          | در آواز دشتی، گل‌های رنگارنگ ۲۵۰                                          | در آواز دشتی، گل‌های رنگارنگ ۲۵۰ | [ ۱۷۷ ]         |
| ۱۰                | پیش‌درآمد ماهور                           | علینقی وزیری          |                       |                                                        | در دستگاه ماهور، نتِ این قطعه در کتابِ دستور تار به چاپ رسیده‌است.          | در دستگاه ماهور، نتِ این قطعه در کتابِ دستور تار به چاپ رسیده‌است. | [ ۹۳ ]          |
| ۱۱                | پیش‌درآمد بیات ترک و والس                 | علینقی وزیری          |                       |                                                        | در آواز بیات ترک                                                         | در آواز بیات ترک | [ ۹۳ ]          |
| ۱۲                | رنگ دشتی ۱ و ۲                           | علینقی وزیری          |                       |                                                        | در آواز دشتی                                                             | در آواز دشتی | [ ۹۳ ]          |
| ۱۳                | رنگ زیبا                                 | علینقی وزیری          |                       |                                                        | تنظیم شده در سال ۱۳۴۳                                                    | تنظیم شده در سال ۱۳۴۳ | [ ۹۳ ]          |
| ۱۴                | رنگ سه‌گاه (ناامید)                       | علینقی وزیری          |                       |                                                        | در دستگاه سه‌گاه                                                          | در دستگاه سه‌گاه | [ ۹۳ ]          |
| ۱۵                | بندباز                                   | علینقی وزیری          |                       |                                                        | در دستگاه ماهور                                                          | در دستگاه ماهور | [ ۱۷۸ ]         |
| ۱۶                | تصنیف افشاری (بهار)                      | علینقی وزیری          | شاهزاده افسر          | روح‌انگیز                                               | در آواز افشاری                                                           | در آواز افشاری | [ ۹۳ ]          |
| ۱۷                | بلبل سرمست                               | علینقی وزیری          | حسین گل‌گلاب           | غلامحسین بنان                                          | در آواز دشتی، اجرا در برنامهٔ موسیقی ایرانی                               | در آواز دشتی، اجرا در برنامهٔ موسیقی ایرانی | [ ۹۳ ]          |
| ۱۸                | جور فلک                                  | علینقی وزیری          | حسین گل‌گلاب           | روح‌انگیز                                               | در آواز بیات اصفهان                                                      | در آواز بیات اصفهان | [ ۹۳ ]          |
| ۱۹                | خریدار تو                                | علینقی وزیری          | سعدی                  | غلامحسین بنان                                          | گل‌های رنگارنگ ۲۱۵ و برنامهٔ موسیقی ایرانی                                 | گل‌های رنگارنگ ۲۱۵ و برنامهٔ موسیقی ایرانی | [ ۹۳ ]          |
| ۲۰                | دل زار                                   | علینقی وزیری          | محمد محیط طباطبایی    |                                                        | در دستگاه همایون، تنظیم شده در سال ۱۳۴۳                                  | در دستگاه همایون، تنظیم شده در سال ۱۳۴۳ | [ ۱۷۹ ]         |
| ۲۱                | دلتنگ                                    | علینقی وزیری          | حافظ                  | غلامحسین بنان                                          | در دستگاه همایون و شور، گل‌های رنگارنگ ۲۵۲                                | در دستگاه همایون و شور، گل‌های رنگارنگ ۲۵۲ | [ ۱۸۰ ]         |
| ۲۲                | شکایت نی                                 | علینقی وزیری          | مولوی                 |                                                        | در آواز بیات اصفهان و دستگاه سه‌گاه، گل‌های رنگارنگ ۲۳۹                    | در آواز بیات اصفهان و دستگاه سه‌گاه، گل‌های رنگارنگ ۲۳۹ | [ ۱۸۱ ]         |
| ۲۳                | با کاروان                                | علینقی وزیری          | سعدی                  |                                                        | در آواز دشتی، گل‌های رنگارنگ ۴۵۱                                          | در آواز دشتی، گل‌های رنگارنگ ۴۵۱ | [ ۱۸۲ ]         |
| ۲۴                | در کنار گلزار                            | علینقی وزیری          | محمد محیط طباطبایی    | روح‌انگیز، عبدالوهاب شهیدی                              | در دستگاه نوا، گل‌های رنگارنگ ۳۵۱                                         | در دستگاه نوا، گل‌های رنگارنگ ۳۵۱ | [ ۱۸۳ ]         |
| ۲۵                | گوشه‌نشین                                 | علینقی وزیری          | سعدی                  |                                                        | در دستگاه ماهور، اجرا در برنامهٔ موسیقی ایرانی                            | در دستگاه ماهور، اجرا در برنامهٔ موسیقی ایرانی | [ ۱۸۴ ]         |
| ۲۶                | مشتاق و پریشان                           | علینقی وزیری          | سعدی                  |                                                        | در آواز ابوعطا، گل‌های رنگارنگ ۲۱۲ ب و برنامهٔ موسیقی ایرانی               | در آواز ابوعطا، گل‌های رنگارنگ ۲۱۲ ب و برنامهٔ موسیقی ایرانی | [ ۱۸۵ ]         |
| ۲۷                | تصنیف دوم ماهور                          | درویش‌خان              | محمدتقی بهار          |                                                        | در دستگاه ماهور، گل‌های رنگارنگ ۲۹۳ و ۲۹۳ ب                               | در دستگاه ماهور، گل‌های رنگارنگ ۲۹۳ و ۲۹۳ ب | [ ۱۸۵ ]         |
| ۲۸                | رنگ پریچهر و پریزاد (رنگ اصفهان شمارهٔ ۱) | درویش‌خان              |                       |                                                        | در آواز بیات اصفهان، تنظیم شده در سال ۱۳۲۳                               | در آواز بیات اصفهان، تنظیم شده در سال ۱۳۲۳ | [ ۱۸۶ ]         |
| ۲۹                | رنگ غنی و فقیر (رنگ اصفهان شمارهٔ ۲)      | درویش‌خان              |                       |                                                        | در آواز بیات اصفهان                                                      | در آواز بیات اصفهان | [ ۱۸۷ ]         |
| ۳۰                | رنگ ماهور                                | درویش‌خان              |                       |                                                        | در دستگاه ماهور                                                          | در دستگاه ماهور | [ ۱۸۷ ]         |
| ۳۱                | عروس گل                                  | درویش‌خان              | محمدتقی بهار          |                                                        | در دستگاه سه‌گاه                                                          | در دستگاه سه‌گاه | [ ۱۸۷ ]         |
| ۳۲                | پیش‌درآمد راک                             | درویش‌خان              |                       |                                                        | در دستگاه ماهور، گل‌های رنگارنگ ۲۱۲                                       | در دستگاه ماهور، گل‌های رنگارنگ ۲۱۲ | [ ۱۸۷ ]         |
| ۳۳                | روزگار من                                | علی‌اکبر شیدا          | علی‌اکبر شیدا          |                                                        |                                                                          | | [ ۱۸۷ ]         |
| ۳۴                | سلسلهٔ موی دوست                           | علی‌اکبر شیدا          | علی‌اکبر شیدا          |                                                        | در گوشهٔ عشاق آواز بیات اصفهان                                            | در گوشهٔ عشاق آواز بیات اصفهان | [ ۱۸۷ ]         |
| ۳۵                | وعده کردی                                | علی‌اکبر شیدا          | علی‌اکبر شیدا          |                                                        | در دستگاه ماهور، گل‌های رنگارنگ، تنظیم شده در سال ۱۳۴۲                    | در دستگاه ماهور، گل‌های رنگارنگ، تنظیم شده در سال ۱۳۴۲ | [ ۱۸۷ ]         |
| ۳۶                | یار غمخوار                               | علی‌اکبر شیدا          | کیومرث وثوقی          |                                                        | در آواز بیات اصفهان                                                      | در آواز بیات اصفهان | [ ۱۸۷ ]         |
| ۳۷                | چه شب‌ها (ناپایدار، دل بی‌قرار)            | مرتضی محجوبی          | اسماعیل نواب صفا      |                                                        | در آواز دشتی، گل‌های رنگارنگ ۲۳۴                                          | در آواز دشتی، گل‌های رنگارنگ ۲۳۴ | [ ۱۸۸ ]         |
| ۳۸                | نوای نی                                  | مرتضی محجوبی          | رهی معیری             | غلامحسین بنان                                          | در آواز دشتی، گل‌های رنگارنگ ۲۳۲، تنظیم شده در سال ۱۳۴۴                   | در آواز دشتی، گل‌های رنگارنگ ۲۳۲، تنظیم شده در سال ۱۳۴۴ | [ ۱۸۹ ]         |
| ۳۹                | عشق سوزان (آتش عشق)                      | مرتضی محجوبی          | تورج نگهبان           | غلامحسین بنان                                          | در دستگاه شور، گل‌های رنگارنگ ۲۴۲                                         | در دستگاه شور، گل‌های رنگارنگ ۲۴۲ | [ ۱۹۰ ]         |
| ۴۰                | غم عشق                                   | حسین سنجری            | سعدی                  | غلامحسین بنان                                          | در آواز ابوعطا، تنظیم شده در سال ۱۳۰۹                                    | در آواز ابوعطا، تنظیم شده در سال ۱۳۰۹ | [ ۱۹۱ ]         |
| ۴۱                | رقص شرقی                                 | حسین سنجری            |                       |                                                        |                                                                          | | [ ۱۹۱ ]         |
| ۴۲                | رنگ چهارگاه                              | حسین سنجری            |                       |                                                        | در دستگاه چهارگاه                                                        | در دستگاه چهارگاه | [ ۱۹۱ ]         |
| ۴۳                | رنگ ماهور                                | موسی معروفی           |                       |                                                        | در دستگاه ماهور                                                          | در دستگاه ماهور | [ ۱۹۱ ]         |
| ۴۴                | رقص لزگی                                 | موسی معروفی           |                       |                                                        | تنظیم شده در سال ۱۳۲۱                                                    | تنظیم شده در سال ۱۳۲۱ | [ ۱۹۱ ]         |
| ۴۵                | مرغ حق (مرغ شب)                          | موسی معروفی           | رهی معیری             |                                                        | در آواز دشتی، گل‌های رنگارنگ ۲۳۰                                          | در آواز دشتی، گل‌های رنگارنگ ۲۳۰ | [ ۱۹۲ ]         |
| ۴۶                | به یاد تو                                | حسینعلی وزیری‌تبار     | سعدی                  |                                                        | گل‌های رنگارنگ، تنظیم شده در سال ۱۳۳۶، به مناسبت هفتصدمین سال درگذشت سعدی | گل‌های رنگارنگ، تنظیم شده در سال ۱۳۳۶، به مناسبت هفتصدمین سال درگذشت سعدی | [ ۱۹۳ ]         |
| ۴۷                | به یاد شیراز                             | حسینعلی وزیری‌تبار     | حافظ                  | غلامحسین بنان                                          | گل‌های رنگارنگ                                                            | گل‌های رنگارنگ | [ ۱۹۴ ]         |
| ۴۸                | بی‌خبر                                    | حسین یاحقی            | اسماعیل نواب صفا      |                                                        | در آواز دشتی، گل‌های رنگارنگ ۱۳۵ و ۲۴۱                                    | در آواز دشتی، گل‌های رنگارنگ ۱۳۵ و ۲۴۱ | [ ۱۹۵ ]         |
| ۴۹                | جوانی                                    | حسین یاحقی            | اسماعیل نواب صفا      | حسین قوامی                                             | در آواز افشاری، گل‌های رنگارنگ ۲۴۰ و ۲۴۰ ب، اجرا شده در سال ۱۳۳۹          | در آواز افشاری، گل‌های رنگارنگ ۲۴۰ و ۲۴۰ ب، اجرا شده در سال ۱۳۳۹ | [ ۱۹۶ ]         |
| ۵۰                | افسانه کمتر                              | حبیب‌الله بدیعی        | رحیم معینی کرمانشاهی  | پوران                                                  | در دستگاه همایون، گل‌های رنگارنگ ۳۷۹                                      | در دستگاه همایون، گل‌های رنگارنگ ۳۷۹ | [ ۱۹۷ ]         |
| ۵۱                | باد نوبهاری                              | عبدالحسین شهنازی      | رهی معیری             | غلامحسین بنان                                          | در دستگاه همایون، گوشهٔ شوشتری، اجرا در برنامهٔ موسیقی ایرانی              | در دستگاه همایون، گوشهٔ شوشتری، اجرا در برنامهٔ موسیقی ایرانی | [ ۱۹۸ ]         |
| ۵۲                | فروردین                                  | نصرالله زرین‌پنجه      | محمدتقی بهار          | مرضیه                                                  | گل‌های رنگارنگ ۲۹۹                                                        | گل‌های رنگارنگ ۲۹۹ | [ ۱۹۹ ]         |
| ۵۳                | سنگ خارا                                 | علی تجویدی            | رحیم معینی کرمانشاهی  | مرضیه                                                  | در آواز بیات کرد، گل‌های رنگارنگ ۲۶۱، تنظیم شده در سال ۱۳۴۰               | در آواز بیات کرد، گل‌های رنگارنگ ۲۶۱، تنظیم شده در سال ۱۳۴۰ | [ ۲۰۰ ]         |
| ۵۴                | مرغ سحر (داغِ حسرت)∗                      | مرتضی نی‌داوود         | رهی معیری             | پوران، عبدالوهاب شهیدی                                 | در دستگاه ماهور، گل‌های رنگارنگ ۳۳۸، تنظیم شده در سال ۱۳۴۲                | در دستگاه ماهور، گل‌های رنگارنگ ۳۳۸، تنظیم شده در سال ۱۳۴۲ | [ ۲۰۱ ]         |
| ۵۵                | نرگس مستی                                | علی‌اکبر شیدا          | علی‌اکبر شیدا          | مرضیه                                                  | در دستگاه ماهور، گل‌های رنگارنگ ۲۸۰، سال ساخت ۱۳۴۱                        | در دستگاه ماهور، گل‌های رنگارنگ ۲۸۰، سال ساخت ۱۳۴۱ | [ ۲۰۲ ]         |
| ۵۶                | نواهای ساز                               | جواد بدیع‌زاده         |                       |                                                        |                                                                          | | [ ۲۰۳ ]         |
| ۵۷                | نوای سنتور                               | محمد باقری            |                       |                                                        | تنظیم شده در سال ۱۳۲۴                                                    | تنظیم شده در سال ۱۳۲۴ | [ ۲۰۳ ]         |
| ۵۸                | شب من                                    | رهی معیری             | رهی معیری             |                                                        | در آواز افشاری                                                           | در آواز افشاری | [ ۲۰۳ ]         |
| ۵۹                | شعله و پروانه                            | محمدعلی امیرجاهد      | محمدعلی امیرجاهد      |                                                        |                                                                          | | [ ۲۰۳ ]         |
| ۶۰                | سوز هجران                                | لطف‌الله مجد           | ابوالحسن وزیری        | غلامحسین بنان                                          | در دستگاه سه‌گاه                                                          | در دستگاه سه‌گاه | [ ۲۰۳ ]         |
| ۶۱                | خدا دل ای خدا دل                         | محلی بختیاری          | بیژن ترقی             | پوران                                                  | گل‌های رنگارنگ ۳۱۱                                                        | گل‌های رنگارنگ ۳۱۱ | [ ۲۰۴ ]         |
| ۶۲                | قرار دل                                  | محلی بختیاری          | معینی کرمانشاهی       | عبدالوهاب شهیدی                                        | در درستگاه شور، گلهای رنگارنگ ۲۹۶                                        | در درستگاه شور، گلهای رنگارنگ ۲۹۶ | [ ۲۰۵ ]         |
| ۶۳                | دو ترانهٔ بختیاری                         |                       |                       |                                                        | تنظیم شده در سال ۱۳۲۵                                                    | تنظیم شده در سال ۱۳۲۵ | [ ۲۰۶ ]         |
| ۶۴                | دو نغمهٔ بختیاری                          | محلی                  |                       |                                                        | بدونِ کلام، تنظیم شده در سال ۱۳۴۱                                         | بدونِ کلام، تنظیم شده در سال ۱۳۴۱ | [ ۲۰۷ ]         |
| ۶۵                | رقص چوپی                                 |                       |                       |                                                        | تنظیم شده در سال ۱۳۲۳                                                    | تنظیم شده در سال ۱۳۲۳ | [ ۲۰۸ ]         |
| ۶۶                | قوچانی                                   |                       |                       |                                                        |                                                                          | | [ ۲۰۸ ]         |
| ۶۷                | نوای عروسی                               |                       |                       |                                                        | تنظیم شده در سال ۱۳۲۳                                                    | تنظیم شده در سال ۱۳۲۳ | [ ۲۰۹ ]         |
| ۶۸                | وایِ مو                                   |                       |                       |                                                        |                                                                          | | [ ۲۱۰ ]         |
| ۶۹                | وَر ساقی                                  |                       |                       |                                                        | تنظیم شده در سال ۱۳۲۳                                                    | تنظیم شده در سال ۱۳۲۳ | [ ۲۱۰ ]         |
| کتاب‌ها            |                                          |                       |                       |                                                        |                                                                          | |                 |
| شماره             | نام کتاب                                 | ناشر                  | ناشر                  | سال انتشار                                             | توضیحات                                                                  | توضیحات | منبع            |
| ۱                 | نظری به موسیقی                           |                       |                       | ۱۳۱۶                                                   | بخش اول، مربوط به قواعد کلی و تئوری موسیقی غربی                          | بخش اول، مربوط به قواعد کلی و تئوری موسیقی غربی | [ ۲۱۱ ]         |
| ۲                 | نظری به موسیقی                           |                       |                       | ۱۳۱۷                                                   | بخش دوم، مربوط به مباحث نظری موسیقی ایرانی                               | بخش دوم، مربوط به مباحث نظری موسیقی ایرانی | [ ۲۱۱ ]         |
| ۳                 | هم‌آهنگی موسیقی                           | چاپخانهٔ فردوسی        | چاپخانهٔ فردوسی        | ۱۳۲۰                                                   | ترجمه                                                                    | ترجمه | [ ۲۱۱ ]         |
| ۴                 | آموزش ویولن                              | چاپخانهٔ بانک ملی      | چاپخانهٔ بانک ملی      | ۱۳۲۹                                                   | جلد اول                                                                  | جلد اول | [ ۲۱۱ ]         |
| ۵                 | دستور مقدماتی تار و سه‌تار                | چاپخانهٔ فردوسی        | چاپخانهٔ فردوسی        | ۱۳۳۰                                                   | جلد اول، به همراه موسی معروفی و نصرالله زرین‌پنجه                         | جلد اول، به همراه موسی معروفی و نصرالله زرین‌پنجه | [ ۲۱۱ ]         |
| ۶                 | دستور مقدماتی تار و سه‌تار                | چاپخانهٔ فردوسی        | چاپخانهٔ فردوسی        | ۱۳۳۱                                                   | جلد دوم، به همراه موسی معروفی و نصرالله زرین‌پنجه                         | جلد دوم، به همراه موسی معروفی و نصرالله زرین‌پنجه | [ ۲۱۱ ]         |
| ۷                 | آموزش ویولن                              | چاپخانهٔ فردوسی        | چاپخانهٔ فردوسی        | ۱۳۳۱                                                   | جلد دوم                                                                  | جلد دوم | [ ۲۱۱ ]         |
| ۸                 | آموزش ویولن                              | چاپخانهٔ فردوسی        | چاپخانهٔ فردوسی        | ۱۳۳۲                                                   | جلد سوم                                                                  | جلد سوم | [ ۲۱۱ ]         |
| ۹                 | آموزش ویولن                              | چاپخانهٔ فردوسی        | چاپخانهٔ فردوسی        | ۱۳۳۳                                                   | جلد چهارم                                                                | جلد چهارم | [ ۲۱۱ ]         |
| ۱۰                | سرگذشت موسیقی ایران                      |                       |                       | ۱۳۳۳                                                   | جلد اول                                                                  | جلد اول | [ ۲۱۱ ]         |
| ۱۱                | سرگذشت موسیقی ایران                      | ابن‌سینا               | ابن‌سینا               | ۱۳۳۳                                                   | جلد دوم                                                                  | جلد دوم | [ ۲۱۱ ]         |
| ۱۲                | سرگذشت موسیقی ایران                      | صفی‌علیشاه             | صفی‌علیشاه             | ۱۳۷۷                                                   | جلد سوم، در سال ۱۳۳۹ نوشته شد اما سال‌ها پس از درگذشتِ خالقی، منتشر شد.    | جلد سوم، در سال ۱۳۳۹ نوشته شد اما سال‌ها پس از درگذشتِ خالقی، منتشر شد. | [ ۲۱۱ ]         |
| ۱۳                | موسیقی ایران                             | مجلهٔ پیام نوین، ماهور | مجلهٔ پیام نوین، ماهور | ۱۳۴۲                                                   | این اثر، آخرین کتاب روح‌الله خالقی است.                                   | این اثر، آخرین کتاب روح‌الله خالقی است. | [ ۲۱۱ ]         |

## میراث

### کانون هنری روح‌الله خالقی

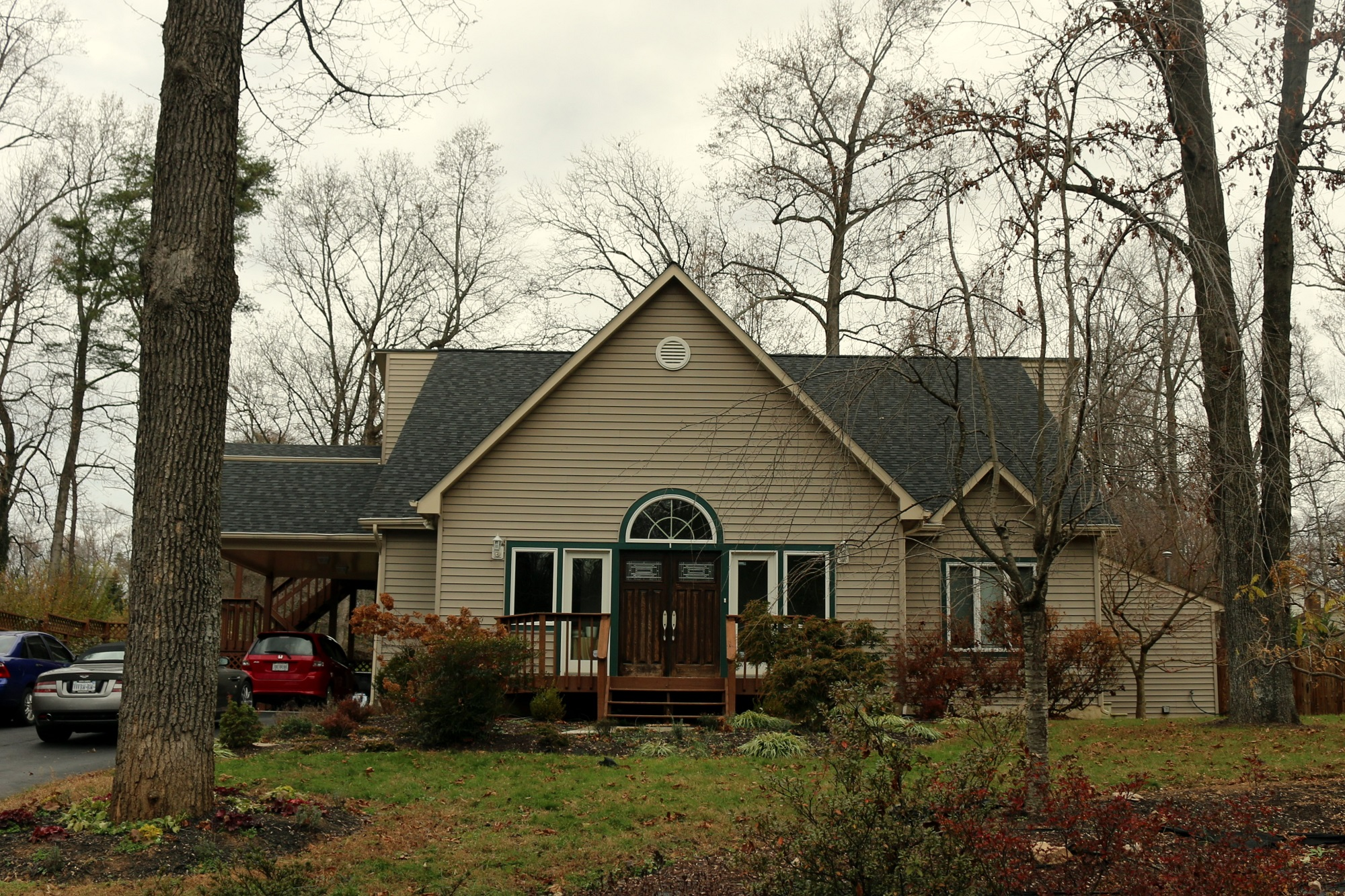
«کانون هنری روح‌الله خالقی» در ویرجینیا

گلنوش خالقی، فرزند روح‌الله خالقی، در سال ۱۳۹۴ یک مرکز هنری غیرانتفاعی به نام «کانون هنری روح‌الله خالقی» را در آمریکا راه‌اندازی کرد. هدف اصلی این مرکز، گردآوری، حفظ و شناساندن آثار روح‌الله خالقی است. کانون هنری روح‌الله خالقی در راستای رشد و ارتقاء موسیقی، از اجرای موسیقی زنده، آموزش موسیقی و تحقیقات موسیقی حمایت می‌کند. کتابخانهٔ این کانون شامل تمامی نسخه‌های خطی، انتشاراتی و موسیقی‌های ضبط شدهٔ روح‌الله خالقی و گلنوش خالقی است. همچنین آثار و قطعات ضبط شدهٔ برخی دیگر از موسیقی‌دانان ایرانی در این کتابخانه نگهداری می‌شود.
کانون هنری روح‌الله خالقی با راه‌اندازی یک وبگاه اینترنتی، زندگی‌نامه، آثار، تصاویر و عکس‌های خالقی، دوستان و خانواده‌اش را نیز منتشر کرده‌است. در این پایگاه اینترنتی، به زندگی و آثار گلنوش خالقی نیز پرداخته شده‌است.

### آثار منتشر شده دربارهٔ خالقی

#### فیلم
... خالقی بنیانگذار موسیقی ملی ارکسترال … خدمات ارزندهٔ روح‌الله خالقی در ترویج، آموزش و اعتلای موسیقی ملی ایران و کتاب‌ها و آثار به یاد ماندنی و جاودانه‌اش، او را در زمره تأثیرگذارترین چهره‌های موسیقی ایران قرار داده‌است…

کامبیز روشن‌روان
فیلم مستند آبی‌تر از آسمان با موضوع زندگی روح‌الله خالقی به کارگردانی و تهیه‌کنندگی سیدحمید میرحسینی، در سال ۱۳۹۶ ه‍.ش ساخته شد. در این فیلم افرادی همچون فرخ خالقی، شهرام ناظری، عبدالوهاب شهیدی، مصطفی کمال پورتراب، فرهاد فخرالدینی، لوریس چکنواریان، فریدون شهبازیان، کامبیز روشن‌روان، حسن ناهید، احمدرضا احمدی، فضل‌الله توکل، شاهین فرهت، مهدی بهزادپور، محمد سریر، کیوان ساکت، بهمن رجبی، افلیا پرتو، بزرگ لشگری و علیرضا میرعلینقی، بخش‌هایی از زندگی خالقی را روایت کرده‌اند.

#### کتاب
- کتاب ای ایران (یادنامهٔ روح‌الله خالقی)، شامل: مقاله‌ها، یادداشت‌های سفر، نامه‌ها، فهرست آثار و کتاب‌شناسی، به کوشش گلنوش خالقی در سال ۱۳۸۵ ه‍.ش توسط مؤسسهٔ فرهنگی هنری ماهور منتشر شد.[۲۱۶]
- کتاب روح‌الله خالقی (از مجموعهٔ مفاخر موسیقی ایران ۲)، دربارهٔ زندگی خالقی، تألیف سید ابوالحسن مختاباد در سال ۱۳۸۹ ه‍.ش توسط انتشارات امیرکبیر منتشر شد.[۲۱۷]

## واژه‌نامه
1. ↑  Reber
2. ↑  Théodore Dubois
3. ↑  Mozarteum Academy of Music

## یادکردها
1. ↑  خالقی، سرگذشت موسیقی ایران، ۵۱ و ۵۲.
2. ↑  «باغ شاهزاده ماهان». نابرو. بایگانی‌شده از اصلی در ۱۶ ژانویه ۲۰۲۱. دریافت‌شده در ۱۹ آوریل ۲۰۲۱.
3. 1 2  «روح‌الله خالقی: آفرینده سرود ای ایران». روزنامه بهار ایران. بایگانی‌شده از اصلی در ۲۸ نوامبر ۲۰۲۰. دریافت‌شده در ۲۰۲۰-۱۲-۱۶.
4. 1 2 3 4 5 6 7 8 9  محمدرضا فیاض. «خالقی». دائرةالمعارف بزرگ اسلامی. بایگانی‌شده از اصلی در ۳ دسامبر ۲۰۲۰. دریافت‌شده در ۲۰۲۰-۱۲-۱۲.
5. ↑  مشحون، تاریخ موسیقی ایران، ۶۰۸ و ۶۰۹.
6. ↑  خالقی، سرگذشت موسیقی ایران، ۳۳۱.
7. ↑  مشحون، تاریخ موسیقی ایران، ۶۰۸ و ۶۰۹.
8. ↑  خالقی، سرگذشت موسیقی ایران، ۵۲ و ۵۳.
9. ↑  بهروزی، چهره‌های موسیقی ایران، ۳۱۲ تا ۳۱۶.
10. ↑  نصیری‌فر، مردان موسیقی سنتی و نوین ایران، ۴۷.
11. 1 2 3 4 5  چیترا. «روح‌الله خالقی؛ خدمتگزار راستین موسیقی». هفت هنر خرداد ۱۳۵۵ شماره ۲۴، بواسطهٔ پرتال جامع علوم انسانی.
12. ↑  خالقی، سرگذشت موسیقی ایران، ۱۷۶.
13. ↑  خالقی، سرگذشت موسیقی ایران، ۱۸۴.
14. ↑  خالقی، سرگذشت موسیقی ایران، ۱۸۶.
15. ↑  خالقی، سرگذشت موسیقی ایران، ۱۹۱.
16. ↑  خالقی، سرگذشت موسیقی ایران، ۲۸۰.
17. ↑  خالقی، سرگذشت موسیقی ایران، ۲۹۰.
18. ↑  مشحون، تاریخ موسیقی ایران، ۶۰۹.
19. ↑  خالقی، سرگذشت موسیقی ایران، ۲۹۷ و ۲۹۸.
20. 1 2 3 4  علیرضا میرعلینقی. «یاد استاد، ویژه‌نامهٔ روح‌الله خالقی». مقام موسیقایی، آذر و دی ۱۳۸۲، شماره ۲۴، ص ۶۷، بواسطهٔ نورمگز. بایگانی‌شده از اصلی در ۱۹ آوریل ۲۰۲۱. دریافت‌شده در ۱۹ آوریل ۲۰۲۱.
21. ↑  خالقی، سرگذشت موسیقی ایران، ۴۹۸ تا ۵۰۲.
22. ↑  خالقی، سرگذشت موسیقی ایران، ۱ تا ۴.
23. ↑  خالقی، سرگذشت موسیقی ایران، ۶.
24. ↑  خالقی، سرگذشت موسیقی ایران، ۱۹.
25. ↑  خالقی، سرگذشت موسیقی ایران، ۷۲ و ۷۳.
26. ↑  خالقی، سرگذشت موسیقی ایران، ۷۸.
27. ↑  «خالقی». دائرةالمعارف بزرگ اسلامی. بایگانی‌شده از اصلی در ۳ دسامبر ۲۰۲۰. دریافت‌شده در ۲۰۲۰-۱۲-۱۲.
28. ↑  سپنتا، چشم‌انداز موسیقی ایران.
29. ↑  «مروری بر زندگی آهنگساز «مرز پر گهر» نقشِ آفرینِ هنر». روزنامه پیام ما. بایگانی‌شده از اصلی در ۱۹ آوریل ۲۰۲۱. دریافت‌شده در ۲۳ مارس ۲۰۲۱.
30. ↑  بهروزی، چهره‌های موسیقی ایران، ۳۱۲ تا ۳۱۶.
31. ↑  «روح‌الله خالقی، خالق سرود ای ایران». مجلهٔ گزارش، آبان ۱۳۸۷، شماره ۲۰۲، بواسطهٔ نورمگز. بایگانی‌شده از اصلی در ۱۹ آوریل ۲۰۲۱. دریافت‌شده در ۱۸ دسامبر ۲۰۲۰.
32. 1 2  کامبیز روشن‌روان. «بنیانگذار موسیقی ملی ارکسترال». ایران آنلاین. بایگانی‌شده از اصلی در ۱۴ ژانویه ۲۰۱۹. دریافت‌شده در ۲۰۲۰-۱۲-۲۳.
33. ↑  خالقی، سرگذشت موسیقی ایران، ۳۴۲.
34. ↑  خالقی، سرگذشت موسیقی ایران، ۳۳۵.
35. 1 2 3  پرویز منصوری. «گلهای رنگارنگ… به یاد روح‌الله خالقی». نشریهٔ کرمان، زمستان ۱۳۷۰ شماره ۳، از طریق پرتال جامع علوم انسانی. دریافت‌شده در ۲۰۲۰-۱۲-۲۳.
36. ↑  «روح‌الله خالقی». خورشید. بایگانی‌شده از اصلی در ۲۷ نوامبر ۲۰۲۰. دریافت‌شده در ۱۹ آوریل ۲۰۲۱.
37. ↑  «روح‌الله خالقی آهنگ‌ساز و موسیقی‌پژوه ایرانی». دانشنامهٔ جهان اسلام. بایگانی‌شده از اصلی در ۱۹ آوریل ۲۰۲۱. دریافت‌شده در ۲ مارس ۲۰۲۱.
38. ↑  خالقی، سرگذشت موسیقی ایران، ۳۴۴.
39. ↑  «سیر تاریخی وزارت فرهنگ و ارشاد اسلامی». وزارت فرهنگ و ارشاد اسلامی. بایگانی‌شده از اصلی در ۱ آوریل ۲۰۲۱. دریافت‌شده در ۱ آوریل ۲۰۲۱.
40. ↑  خالقی، نظری به موسیقی، ۱۳.
41. ↑  «برگ درخشانی در پرونده موسیقی ایران». خبرگزاری هنر ایران. بایگانی‌شده از اصلی در ۱۹ آوریل ۲۰۲۱. دریافت‌شده در ۲۰۲۱-۰۲-۲۲.
42. ↑  خالقی، سرگذشت موسیقی ایران، ۵۲.
43. 1 2 3  حسن فرازمند (۶ اسفند ۱۳۹۹). «بازگشت علینقی وزیری، جان گرفتن موسیقی». روزنامه اطلاعات. بایگانی‌شده از اصلی در ۱۹ آوریل ۲۰۲۱. دریافت‌شده در ۲۴ فوریه ۲۰۲۱.
44. ↑  خالقی، سرگذشت موسیقی ایران، ۷۹ و ۸۰.
45. ↑  خالقی، سرگذشت موسیقی ایران، ۸۸.
46. 1 2  «داستان آفرینش "ای ایران" و ماجراهای دیگر در گفت‌وگو با گلنوش خالقی، دختر روح‌الله خالقی». بی‌بی‌سی فارسی. ۲۰۱۵-۱۱-۱۲. بایگانی‌شده از اصلی در ۲۵ نوامبر ۲۰۲۰. دریافت‌شده در ۲۰۲۱-۰۲-۲۳.
47. ↑  «چگونه سرود ای ایران خلق شد». روزنامه شرق. ۷ آذر ۱۳۸۹. بایگانی‌شده از اصلی در ۱۹ آوریل ۲۰۲۱. دریافت‌شده در ۲۰۲۱-۰۲-۲۳.
48. ↑  «رادیو زمانه | پرسه در متن | راوی حکایت باقی | ای دشمن ار تو سنگ خاره‌ای، من آهنم». web.archive.org. ۲۰۰۹-۰۸-۲۰. بایگانی‌شده از اصلی در ۲۰ اوت ۲۰۰۹. دریافت‌شده در ۲۰۱۹-۰۲-۲۶.
49. ↑  خالقی، سرگذشت موسیقی ایران، ۱۱۰.
50. ↑  احمدرضا احمدی. «هنرستان پرماجرا». مجله فرهنگ و آهنگ، فروردین ۱۳۸۴ شماره ۳، صفحه ۶۱، بواسطهٔ نورمگز. بایگانی‌شده از اصلی در ۱۹ آوریل ۲۰۲۱. دریافت‌شده در ۱۹ آوریل ۲۰۲۱.
51. ↑  خالقی، ای ایران، ۱۳ و ۱۴.
52. ↑  ستایشگر، نام‌نامهٔ موسیقی ایران‌زمین، ۷۵۶.
53. 1 2  کامبیز روشن‌روان. «بنیانگذار موسیقی ملی ارکسترال». روزنامه ایران، بواسطهٔ پیشخوان. دریافت‌شده در ۲۰۲۱-۰۲-۲۶.
54. ↑  رهبانی، فرهنگ جهانی موسیقی فیلم، ۳۴.
55. ↑  خالقی، سرگذشت موسیقی ایران، ۱۱۷.
56. ↑  خالقی، سرگذشت موسیقی ایران، ۱۲۲.
57. 1 2 3  محمود خوشنام. «زندگی و هنر روح‌الله خالقی، موسیقی‌دان». رادیو فردا. بایگانی‌شده از اصلی در ۱۹ آوریل ۲۰۲۱. دریافت‌شده در ۲۰۲۱-۰۳-۰۱.
58. ↑  علی تیموری (۲۰۲۰-۰۶-۲۰). «شروع کار هنرستان موسیقی ملی با روح‌الله خالقی». مجله پیام جوان. بایگانی‌شده از اصلی در ۳ دسامبر ۲۰۲۰. دریافت‌شده در ۲۰۲۱-۰۲-۲۸.
59. ↑  خالقی، سرگذشت موسیقی ایران، ۱۲۹.
60. ↑  خالقی، دستور مقدماتی تار و سه‌تار.
61. ↑  نورمحمدی، اخبار و اسناد قمرالملوک وزیری در مطبوعات دوران قاجار تا عصر حاضر و آرشیو اسناد ملی، ۱۹۳.
62. ↑  محمود خوشنام. «نگاهی به زندگی و آثار روح‌الله خالقی». بی‌بی‌سی فارسی. بایگانی‌شده از اصلی در ۱۱ فوریه ۲۰۲۱. دریافت‌شده در ۲۰۲۱-۰۲-۲۷.
63. ↑  خالقی، ای ایران، ۱۳ و ۱۴.
64. ↑  ندا انتظامی. «آثار استاد خالقی بیانگرحس مسئولیت اجتماعی این هنرمند بوده‌است». رادیو فرهنگ.
65. ↑  علیرضا میرعلینقی. «موسیقی ایرانی و اسناد تاریخی معاصر». گنجینه اسناد پاییز و زمستان ۱۳۷۰ - شماره ۳ و ۴، از صفحهٔ ۱۳۰ تا ۱۳۳، از طریق نورمگز. بایگانی‌شده از اصلی در ۱۹ آوریل ۲۰۲۱. دریافت‌شده در ۱۹ آوریل ۲۰۲۱.
66. ↑  علیرضا میرعلینقی. «پنجاه سال پیش در امروز (یک گواهی صریح و تلخ از موسیقی رادیو تهران نیم قرن پیش)». مقام موسیقایی، شماره ۶۱، اسفند ۱۳۸۴ و فروردین ۱۳۸۵، از طریق نورمگز.
67. ↑  علیرضا میرعلینقی. «موسیقی ایرانی و اسناد تاریخی معاصر ۱». مجلهٔ گنجینه اسناد، پاییز و زمستان ۱۳۷۰، شماره ۳ و ۴، صفحه ۱۳۴، بواسطهٔ نورمگز. بایگانی‌شده از اصلی در ۱۹ آوریل ۲۰۲۱. دریافت‌شده در ۱۹ آوریل ۲۰۲۱.
68. 1 2  خالقی، ای ایران، ۱۵.
69. ↑  «چهل‌ونه سال از درگذشت «روح‌الله خالقی» گذشت». هنرستان موسیقی دختران.[پیوند مرده]
70. ↑  خالقی، ای ایران، ۵۳ و ۵۴.
71. ↑  خالقی، موسیقی ایران، ۱۲.
72. ↑  حسن شایگان. «روایتی از روح‌الله خالقی». روزنامه اطلاعات. بایگانی‌شده از اصلی در ۱۹ آوریل ۲۰۲۱. دریافت‌شده در ۱۵ مارس ۲۰۲۱.
73. ↑  خالقی، ای ایران، ۲۷۹.
74. ↑  خالقی، ای ایران، ۲۸۰.
75. ↑  سپنتا، چشم‌انداز موسیقی ایران.
76. 1 2  «خالقی فرزند تفکر نوین تجددخواهی مردم ایران است». صندوق اعتباری هنر. ۲۱ آبان ۱۳۹۷. بایگانی‌شده از اصلی در ۱۹ آوریل ۲۰۲۱. دریافت‌شده در ۲۳ مارس ۲۰۲۱.
77. ↑  «مصطفی کمال پورتراب درگذشت/تئوریسین موسیقی ایران و شاگرد روح‌الله خالقی هم رفت». خبر آنلاین. ۲ تیر ۱۳۹۵. بایگانی‌شده از اصلی در ۱۹ آوریل ۲۰۲۱. دریافت‌شده در ۱۹ آوریل ۲۰۲۱.
78. ↑  سامان احتشامی (۳ مرداد ۱۳۹۸). «خالق ملودی‌های ماندگار». روزنامه ایران. بایگانی‌شده از اصلی در ۱۹ آوریل ۲۰۲۱. دریافت‌شده در ۲۳ مارس ۲۰۲۱.
79. 1 2  ندا سیجانی (۲۰ اسفند ۱۳۹۸). «مرا معلم عشق تو شاعری آموخت». روزنامه ایران. بایگانی‌شده از اصلی در ۱۹ آوریل ۲۰۲۱. دریافت‌شده در ۲۳ مارس ۲۰۲۱.
80. ↑  علیرضا میرعلینقی (۱ دی ۱۳۹۸). «پیدا و ناپیدا». روزنامه ایران. بایگانی‌شده از اصلی در ۱۹ آوریل ۲۰۲۱. دریافت‌شده در ۲۳ مارس ۲۰۲۱.
81. ↑  «گیتی وزیری‌تبار». نوای فارس. بایگانی‌شده از اصلی در ۲۸ اکتبر ۲۰۲۰. دریافت‌شده در ۲۳ مارس ۲۰۲۱.
82. ↑  «سیمین آقارضی». موزه موسیقی ایران. بایگانی‌شده از اصلی در ۲ ژوئیه ۲۰۲۱. دریافت‌شده در ۲۳ مارس ۲۰۲۱.
83. ↑  «ذوالفنون با زمستان همسفر شد». خبرگزاری مهر. ۳ فروردین ۱۳۹۱. بایگانی‌شده از اصلی در ۱۹ آوریل ۲۰۲۱. دریافت‌شده در ۲۰۲۱-۰۳-۲۳.
84. ↑  «محمد میرنقیبی». سازمان اسناد و کتابخانه ملی. ۱۸ اسفند ۱۳۹۷. بایگانی‌شده از اصلی در ۱۹ آوریل ۲۰۲۱. دریافت‌شده در ۲۳ مارس ۲۰۲۱.
85. ↑  «گلنوش خالقی هنرمندی بسیار با استعداد بود». خانه موسیقی ایران. ۲۸ بهمن ۱۳۹۹. بایگانی‌شده از اصلی در ۸ مه ۲۰۲۲. دریافت‌شده در ۲۳ مارس ۲۰۲۱.
86. ↑  «ارفع اطرایی». همشهری آنلاین. ۴ آبان ۱۳۹۴.
87. ↑  پبام نوین، حسینعلی ملاح.
88. ↑  خالقی، موسیقی ایران، ۱۲.
89. ↑  خالقی، ای ایران، ۱۵.
90. ↑  جعفرزاده، ماهور.
91. 1 2 3 4  حسن شایگان. «بیست و پنجمین سالمرگ روح‌الله خالقی». آینده، سال هفدهم، مرداد تا آبان ۱۳۷۰ شماره ۵ تا ۸، بواسطهٔ پرتال جامع علوم انسانی. بایگانی‌شده از اصلی در ۱۱ فوریه ۲۰۲۰. دریافت‌شده در ۱۹ آوریل ۲۰۲۱.
92. ↑  خالقی، ای ایران، ۳۱۲.
93. 1 2 3 4 5 6 7 8 9 10  علی جمادی. «بررسی اجمالی آثار روح‌الله خالقی (قسمت سی‌ام)». گفتگوی هارمونیک. بایگانی‌شده از اصلی در ۲۵ نوامبر ۲۰۱۸. دریافت‌شده در ۱۷ مارس ۲۰۲۱.
94. ↑  «خالقی فرزند تفکر نوین تجددخواهی مردم ایران است». خبرگزاری ایرنا. ۲۱ آبان ۱۳۹۷. دریافت‌شده در ۲۰۲۰-۱۲-۱۸.
95. ↑  خالقی، ای ایران، ۵۳۸.
96. ↑  «ظهیرالدوله می‌تواند به قطب گردشگری ادبی تبدیل شود». نقشه ادبی ایران. بایگانی‌شده از اصلی در ۲۲ ژوئن ۲۰۲۱. دریافت‌شده در ۱۴ مارس ۲۰۲۱.
97. ↑  «خالقی از نگاه دخترش، گلنوش». روزنامه اطلاعات (۱۵۱۶۶). ۱۷ آبان ۱۳۵۵.
98. ↑  خالقی، ای ایران، ۲۸۴.
99. ↑  خالقی، ای ایران، ۱۹.
100. ↑  «برای گرامیداشت چهل‌وهفتمین سالروز درگذشت روح‌الله خالقی». خبرگزاری ایسنا. ۲۰ آبان ۱۳۹۱. بایگانی‌شده از اصلی در ۱۹ آوریل ۲۰۲۱. دریافت‌شده در ۲۰۲۱-۰۳-۱۲.
101. ↑  خالقی، ای ایران، ۳۰۹.
102. ↑  خالقی، ای ایران، ۴۱۴.
103. ↑  علیرضا میرعلینقی. «موسیقی ایرانی و اسناد تاریخی معاصر ۱». مجلهٔ گنجینه اسناد، پاییز و زمستان ۱۳۷۰، شماره ۳ و ۴، صفحه ۱۴۴، بواسطهٔ نورمگز. بایگانی‌شده از اصلی در ۱۹ آوریل ۲۰۲۱. دریافت‌شده در ۱۹ آوریل ۲۰۲۱.
104. ↑  خالقی، ای ایران، ۱۳ و ۱۴.
105. ↑  «داستان آفرینش "ای ایران" و ماجراهای دیگر در گفتگو با گلنوش خالقی، دختر روح‌الله خالقی». بی‌بی‌سی فارسی. ۲۰۱۵-۱۱-۱۲. بایگانی‌شده از اصلی در ۲۵ نوامبر ۲۰۲۰. دریافت‌شده در ۲۰۲۰-۱۲-۱۸.
106. ↑  «گلنوش خالقی درگذشت». بی‌بی‌سی فارسی. بایگانی‌شده از اصلی در ۱۵ فوریه ۲۰۲۱. دریافت‌شده در ۲۸ بهمن ۱۳۹۹.
107. ↑  محسن قانع بصیری (۱۵ آبان ۱۳۹۳). «از آخرین نوازنده تا اولین آهنگ‌ساز (I)». گفتگوی هارمونیک. بایگانی‌شده از اصلی در ۱۳ آوریل ۲۰۱۹. دریافت‌شده در ۱۴ مارس ۲۰۲۱.
108. ↑  محسن قانع بصیری (۲۵ آبان ۱۳۹۳). «از آخرین نوازنده تا اولین آهنگ‌ساز (II)». گفتگوی هارمونیک. بایگانی‌شده از اصلی در ۷ نوامبر ۲۰۲۰. دریافت‌شده در ۱۴ مارس ۲۰۲۱.
109. ↑  خالقی، ای ایران، ۳۰۴ و ۳۰۵.
110. 1 2  «نظر علینقی وزیری دربارهٔ خالقی». روزنامه اطلاعات (۱۴۱۲۵). ۲۴ خرداد ۱۳۵۲.
111. ↑  «روح‌الله خالقی به روایت فرهاد فخرالدینی». مرکز دایرةالمعارف بزرگ اسلامی. ۲۳ آبان ۱۳۹۴. بایگانی‌شده از اصلی در ۱۹ آوریل ۲۰۲۱. دریافت‌شده در ۱۹ آوریل ۲۰۲۱.
112. ↑  خالقی، ای ایران، ۳۱۸.
113. ↑  «روح‌الله خالقی به روایت فرهاد فخرالدینی». مرکز دایرةالمعارف بزرگ اسلامی. ۲۳ آبان ۱۳۹۴.
114. ↑  «روح‌الله خالقی خالق سرود ای ایران (یادمانی از چهل و سومین سال درگذشت)». مجلهٔ گزارش، آبان ۱۳۸۷ - شماره ۲۰۲، صفحه ۵۷، به واسطهٔ نورمگز. بایگانی‌شده از اصلی در ۱۹ آوریل ۲۰۲۱. دریافت‌شده در ۱۹ آوریل ۲۰۲۱.
115. ↑  «نسخه تحریف‌شده 'ای‌ایران'؛ انجمن موسیقی خواستار پیگرد قانونی آستان قدس شد». BBC News فارسی. ۲۰۱۹-۰۲-۲۵. بایگانی‌شده از اصلی در ۲۹ نوامبر ۲۰۲۰. دریافت‌شده در ۲۰۲۱-۰۳-۱۵.
116. ↑  «روایت عشق ناکام یک شاعر». خبرگزاری ایلنا. ۲۰ اسفند ۱۳۹۶. بایگانی‌شده از اصلی در ۱۹ آوریل ۲۰۲۱. دریافت‌شده در ۱۹ آوریل ۲۰۲۱.
117. ↑  «خوشه‌چین با صدای سالار عقیلی». تابناک. ۴ شهریور ۱۳۹۸. بایگانی‌شده از اصلی در ۱۶ ژانویه ۲۰۲۰. دریافت‌شده در ۱۹ آوریل ۲۰۲۱.
118. ↑  «از خوشه چین استاد بنان تا مدارس تاریخی در کشور». رادیو فرهنگ. ۱۹ شهریور ۱۳۹۹.
119. ↑  «تیتراژهای خاطره‌انگیز تلویزیون». روزنامه جام جم. ۱۵ آذر ۱۳۹۹.
120. ↑  «حالا چرا». تبیان.
121. ↑  «آثار روح‌الله خالقی (تصنیفات)». مؤسسه فرهنگی هنری ماهور. بایگانی‌شده از اصلی در ۳ ژوئن ۲۰۲۰. دریافت‌شده در ۱۹ آوریل ۲۰۲۱.
122. ↑  خالقی، ای ایران، ۳۰۶.
123. ↑  «تنظیم‌های «روح‌الله خالقی» گردآوری شد». موسیقی ما. بایگانی‌شده از اصلی در ۲۰ سپتامبر ۲۰۲۰. دریافت‌شده در ۲۳ مارس ۲۰۲۱.
124. ↑  لادن پارسی. «انتشار نواها و آواهای ماندگار روح‌الله خالقی». بی‌بی‌سی فارسی. بایگانی‌شده از اصلی در ۱۹ آوریل ۲۰۲۱. دریافت‌شده در ۲۰۲۱-۰۳-۱۷.
125. ↑  خالقی، ای ایران، ۳۰۷.
126. ↑  «گل‌های رنگارنگ ۲۳۷». گل‌ها. بایگانی‌شده از اصلی در ۱۷ فوریه ۲۰۲۰. دریافت‌شده در ۱۷ مارس ۲۰۲۱.
127. ↑  «گل‌های رنگارنگ ۲۳۷ – ماهور». برنامهٔ گل‌ها.
128. ↑  «اولین تاریخ موسیقی ایران را چه کسی نوشت؟». خبرگزاری ایسنا. ۲ اسفند ۱۳۹۹. بایگانی‌شده از اصلی در ۲۱ فوریه ۲۰۲۱. دریافت‌شده در ۲۰۲۱-۰۳-۲۲.
129. ↑  پژمان اکبرزاده (۲۱ آبان ۱۳۸۴). «چهلمین سالروز درگذشت روح‌الله خالقی». گفتگوی هارمونیک. بایگانی‌شده از اصلی در ۲۵ ژانویه ۲۰۲۱. دریافت‌شده در ۲۲ مارس ۲۰۲۱.
130. ↑  علیرضا میرعلینقی. «موسیقی ایرانی و اسناد تاریخی معاصر». گنجینه اسناد پاییز و زمستان ۱۳۷۰ - شماره ۳ و ۴، صفحه ۱۲۷، از طریق نورمگز. بایگانی‌شده از اصلی در ۱۹ آوریل ۲۰۲۱. دریافت‌شده در ۱۹ آوریل ۲۰۲۱.
131. ↑  خالقی، ای ایران، ۵۶۸.
132. ↑  «روح‌الله خالقی». پژوهشگاه علوم انسانی و مطالعات فرهنگی.
133. ↑  «مقاله‌های روح‌الله خالقی». نورمگز. بایگانی‌شده از اصلی در ۱۹ آوریل ۲۰۲۱. دریافت‌شده در ۲۲ مارس ۲۰۲۱.
134. ↑  خالقی، ای ایران، ۵۵۷.
135. ↑  «رامیانی». ایران صدا. بایگانی‌شده از اصلی در ۱۹ آوریل ۲۰۲۱. دریافت‌شده در ۱۷ مارس ۲۰۲۱.
136. ↑  خالقی، ای ایران، ۵۵۷.
137. ↑  علی جمادی. «سخنی چند پیرامون جمع‌آوری و فهرست‌بندی آثار خالقی». ویستا. بایگانی‌شده از اصلی در ۱۹ آوریل ۲۰۲۱. دریافت‌شده در ۱۹ آوریل ۲۰۲۱.
138. ↑  «گل‌های رنگارنگ ۲۰۵». گل‌ها. بایگانی‌شده از اصلی در ۱۴ فوریه ۲۰۲۰. دریافت‌شده در ۱۷ مارس ۲۰۲۱.
139. ↑  «نمونه‌های شنیداری». کانون هنری خالقی. بایگانی‌شده از اصلی در ۱۰ اوت ۲۰۲۰. دریافت‌شده در ۱۷ مارس ۲۰۲۱.
140. ↑  «چه شورها». مؤسسه فرهنگی هنری ماهور. بایگانی‌شده از اصلی در ۱۹ آوریل ۲۰۲۱. دریافت‌شده در ۱۸ مارس ۲۰۲۱.
141. ↑  «نمونه‌های شنیداری». کانون هنری خالقی. بایگانی‌شده از اصلی در ۱۰ اوت ۲۰۲۰. دریافت‌شده در ۱۷ مارس ۲۰۲۱.
142. ↑  خالقی، سرگذشت موسیقی ایران، ۸۸.
143. ↑  «تنظیم‌های روح‌الله خالقی». کانون هنری روح‌الله خالقی. بایگانی‌شده از اصلی در ۳۰ آوریل ۲۰۲۰. دریافت‌شده در ۱۷ مارس ۲۰۲۱.
144. ↑  «آثار آهنگسازی روح‌الله خالقی». کانون هنری خالقی. بایگانی‌شده از اصلی در ۳۰ آوریل ۲۰۲۰. دریافت‌شده در ۱۷ مارس ۲۰۲۱.
145. ↑  خالقی، ای ایران، ۵۵۳.
146. ↑  «گل‌های رنگارنگ ب۲۲۴». گل‌های هنر. بایگانی‌شده از اصلی در ۱۸ فوریه ۲۰۲۰. دریافت‌شده در ۱۷ مارس ۲۰۲۱.
147. 1 2 3 4 5  «آثار آهنگسازی روح‌الله خالقی». کانون هنری خالقی. بایگانی‌شده از اصلی در ۳۰ آوریل ۲۰۲۰. دریافت‌شده در ۱۷ مارس ۲۰۲۱.
148. ↑  علی جمادی. «بررسی اجمالی آثار روح‌الله خالقی (قسمت پنجم)». گفتگوی هارمونیک. بایگانی‌شده از اصلی در ۲۰ آوریل ۲۰۱۹. دریافت‌شده در ۱۸ مارس ۲۰۲۱.
149. ↑  «آثار آهنگسازی روح‌الله خالقی». کانون هنری خالقی. بایگانی‌شده از اصلی در ۳۰ آوریل ۲۰۲۰. دریافت‌شده در ۱۷ مارس ۲۰۲۱.
150. ↑  علی جمادی. «بررسی اجمالی آثار روح‌الله خالقی (قسمت پنجم)». گفتگوی هارمونیک. بایگانی‌شده از اصلی در ۲۰ آوریل ۲۰۱۹. دریافت‌شده در ۱۸ مارس ۲۰۲۱.
151. ↑  «گلهای رنگارنگ ۲۵۴». گل‌ها. بایگانی‌شده از اصلی در ۱۰ اوت ۲۰۲۰. دریافت‌شده در ۱۷ مارس ۲۰۲۱.
152. ↑  «گلهای رنگارنگ ب۲۱۰». گل‌ها. بایگانی‌شده از اصلی در ۲۹ اوت ۲۰۱۲. دریافت‌شده در ۱۷ مارس ۲۰۲۱.
153. ↑  «گل‌های رنگارنگ ۲۳۷». گل‌ها. بایگانی‌شده از اصلی در ۱۷ فوریه ۲۰۲۰. دریافت‌شده در ۱۷ مارس ۲۰۲۱.
154. ↑  خالقی، ای ایران، ۵۵۴.
155. ↑  علی جمادی. «بررسی اجمالی آثار روح‌الله خالقی (قسمت هفتم)». گفتگوی هارمونیک. بایگانی‌شده از اصلی در ۴ ژوئن ۲۰۱۹. دریافت‌شده در ۱۸ مارس ۲۰۲۱.
156. ↑  «گل‌های رنگارنگ ب۲۲۸». گل‌ها. بایگانی‌شده از اصلی در ۱۵ فوریه ۲۰۲۰. دریافت‌شده در ۱۷ مارس ۲۰۲۱.
157. ↑  خالقی، ای ایران، ۵۵۵.
158. ↑  «گل‌های رنگارنگ ۲۵۱». گل‌ها. بایگانی‌شده از اصلی در ۱۸ فوریه ۲۰۲۰. دریافت‌شده در ۱۷ مارس ۲۰۲۱.
159. ↑  «چه شورها». مؤسسه فرهنگی هنری ماهور. بایگانی‌شده از اصلی در ۱۹ آوریل ۲۰۲۱. دریافت‌شده در ۱۸ مارس ۲۰۲۱.
160. ↑  «آثار روح‌الله خالقی (لوح سوم)». ایران صدا.
161. ↑  خالقی، ای ایران، ۵۵۵.
162. ↑  «گل‌های رنگارنگ ۲۱۲». گل‌ها. بایگانی‌شده از اصلی در ۱۴ فوریه ۲۰۲۰. دریافت‌شده در ۱۷ مارس ۲۰۲۱.
163. ↑  «آثار آهنگسازی روح‌الله خالقی». کانون هنری خالقی. بایگانی‌شده از اصلی در ۳۰ آوریل ۲۰۲۰. دریافت‌شده در ۱۷ مارس ۲۰۲۱.
164. ↑  «نغمه بختیاری». ایران صدا. بایگانی‌شده از اصلی در ۱۹ آوریل ۲۰۲۱. دریافت‌شده در ۱۷ مارس ۲۰۲۱.
165. ↑  جمادی، علی. «بررسی اجمالی آثار روح‌الله خالقی (قسمت پانزدهم)». گفتگوی هارمونیک. بایگانی‌شده از اصلی در ۲۷ نوامبر ۲۰۲۰. دریافت‌شده در ۱۸ مارس ۲۰۲۱.
166. ↑  «پیمان خازنی مستند زندگی سراینده سرود «ای ایران» را آهنگسازی می‌کند». سینما پرس. ۲۲ مرداد ۱۳۹۰.
167. ↑  خالقی، سرگذشت موسیقی ایران، ۹۹.
168. ↑  خالقی، ای ایران، ۵۵۶.
169. ↑  سیمین سلیمانی (۹ آذر ۱۳۹۹). «مُهرِ خالقی بر مِهر میهن». روزنامه اعتماد. بایگانی‌شده از اصلی در ۲۶ دسامبر ۲۰۲۰. دریافت‌شده در ۱۹ آوریل ۲۰۲۱.
170. ↑  خالقی، ای ایران، ۵۵۶.
171. ↑  «نمی‌دانم چه در پیمانه کردی». گنجور. بایگانی‌شده از اصلی در ۲۶ اکتبر ۲۰۲۰. دریافت‌شده در ۲۰۲۱-۰۳-۱۷.
172. ↑  «گل‌های رنگارنگ ۲۶۰». گل‌ها. بایگانی‌شده از اصلی در ۲۰ فوریه ۲۰۲۰. دریافت‌شده در ۱۷ مارس ۲۰۲۱.
173. 1 2 3  «بررسی اجمالی آثار روح‌الله خالقی (قسمت بیست و پنجم)». گفتگوی هارمونیک. بایگانی‌شده از اصلی در ۲۷ ژانویه ۲۰۲۱. دریافت‌شده در ۱۷ مارس ۲۰۲۱.
174. ↑  «گل‌های رنگارنگ ۲۵۹». گل‌ها. بایگانی‌شده از اصلی در ۱۸ فوریه ۲۰۲۰. دریافت‌شده در ۱۷ مارس ۲۰۲۱.
175. ↑  «یک شاخه گل ۲۳۷». گل‌ها. بایگانی‌شده از اصلی در ۵ ژوئیه ۲۰۱۷. دریافت‌شده در ۱۷ مارس ۲۰۲۱.
176. ↑  «گل‌های رنگارنگ ۲۴۹». گل‌ها. بایگانی‌شده از اصلی در ۱۸ فوریه ۲۰۲۰. دریافت‌شده در ۱۷ مارس ۲۰۲۱.
177. ↑  «گل‌های رنگارنگ ۲۵۰». گل‌ها. بایگانی‌شده از اصلی در ۱۸ فوریه ۲۰۲۰. دریافت‌شده در ۱۷ مارس ۲۰۲۱.
178. ↑  «آثار ارکستری از علینقی وزیری ۲». مؤسسه فرهنگی هنری ماهور. بایگانی‌شده از اصلی در ۲۹ سپتامبر ۲۰۲۰. دریافت‌شده در ۱۹ آوریل ۲۰۲۱.
179. ↑  علی جمادی. «سخنی چند پیرامون جمع‌آوری و فهرست‌بندی آثار خالقی». گفتگوی هارمونیک. بایگانی‌شده از اصلی در ۱۵ ژانویه ۲۰۰۷. دریافت‌شده در ۲۹ اوت ۲۰۰۶.
180. ↑  خالقی، ای ایران، ۵۵۹.
181. ↑  خالقی، ای ایران، ۵۵۹.
182. ↑  خالقی، ای ایران، ۵۵۹.
183. ↑  «آثار خالقی». کانون هنری روح‌الله خالقی. بایگانی‌شده از اصلی در ۳۰ آوریل ۲۰۲۰. دریافت‌شده در ۱۷ مارس ۲۰۲۱.
184. ↑  خالقی، ای ایران، ۵۵۹.
185. ↑  خالقی، ای ایران، ۵۶۰.
186. ↑  «رنگ پریچهر و پریزاد». ایران صدا.
187. ↑  خالقی، ای ایران، ۵۶۰.
188. ↑  «گل‌های رنگارنگ ۲۳۴». گل‌ها. بایگانی‌شده از اصلی در ۱۷ فوریه ۲۰۲۰. دریافت‌شده در ۱۹ مارس ۲۰۲۱.
189. ↑  «نوای نی». جاوید احمدی.
190. ↑  «گل‌های رنگارنگ ۲۴۲». گل‌ها. بایگانی‌شده از اصلی در ۱۸ فوریه ۲۰۲۰. دریافت‌شده در ۱۷ مارس ۲۰۲۱.
191. ↑  خالقی، ای ایران، ۵۶۱.
192. ↑  «بررسی قطعه مرغ شب اثر موسی معروفی». ایران صدا.
193. ↑  «برای سالروز درگذشت حسینعلی وزیری‌تبار که سربه زیر و باشکوه نواخت آوای غریب آشنا». روزنامه همدلی، از طریق پیشخوان. بایگانی‌شده از اصلی در ۱۹ آوریل ۲۰۲۱. دریافت‌شده در ۲۱ مارس ۲۰۲۱.
194. ↑  «به یاد شیراز». ایران صدا.
195. ↑  خالقی، ای ایران، ۵۶۲.
196. ↑  «نواب صفا و خاطرات موسیقایی». خبرگزاری ایرنا. بایگانی‌شده از اصلی در ۹ اوت ۲۰۲۰. دریافت‌شده در ۱۹ آوریل ۲۰۲۱.
197. ↑  «گل‌های رنگارنگ ۳۷۹». گل‌ها. بایگانی‌شده از اصلی در ۳۰ ژوئیه ۲۰۱۸. دریافت‌شده در ۲۱ مارس ۲۰۲۱.
198. ↑  «باد نوبهاری». مؤسسه فرهنگی هنری ماهور.
199. ↑  «گلهای رنگارنگ ۲۹۹». گل‌ها. بایگانی‌شده از اصلی در ۱۲ دسامبر ۲۰۱۹. دریافت‌شده در ۲۱ مارس ۲۰۲۱.
200. ↑  «گل‌های رنگارنگ ۲۶۱». گل‌ها. بایگانی‌شده از اصلی در ۲۴ فوریه ۲۰۲۰. دریافت‌شده در ۲۱ مارس ۲۰۲۱.
201. ↑  «گل‌های رنگارنگ ۳۳۸». گل‌ها. بایگانی‌شده از اصلی در ۱۹ فوریه ۲۰۲۰. دریافت‌شده در ۲۱ مارس ۲۰۲۱.
202. ↑  «گل‌های رنگارنگ ۲۸۰». گل‌ها. بایگانی‌شده از اصلی در ۲۱ فوریه ۲۰۲۰. دریافت‌شده در ۲۱ مارس ۲۰۲۱.
203. ↑  خالقی، ای ایران، ۵۶۲.
204. ↑  «گل‌های رنگارنگ ۳۱۱». گل‌ها. بایگانی‌شده از اصلی در ۳۱ ژوئیه ۲۰۱۸. دریافت‌شده در ۲۱ مارس ۲۰۲۱.
205. ↑  «گل‌های رنگارنگ ۲۹۶». گل‌ها. بایگانی‌شده از اصلی در ۶ آوریل ۲۰۱۴. دریافت‌شده در ۲۱ مارس ۲۰۲۱.
206. ↑  خالقی، ای ایران، ۵۶۳.
207. ↑  «دو نغمهٔ بختیاری». ایران صدا. بایگانی‌شده از اصلی در ۱۹ آوریل ۲۰۲۱. دریافت‌شده در ۱۷ مارس ۲۰۲۱.
208. ↑  خالقی، ای ایران، ۵۶۳.
209. ↑  «نوای عروسی». ایران صدا. بایگانی‌شده از اصلی در ۱۹ آوریل ۲۰۲۱. دریافت‌شده در ۱۷ مارس ۲۰۲۱.
210. ↑  خالقی، ای ایران، ۵۶۳.
211. ↑  خالقی، ای ایران، ۵۶۷.
212. ↑  «معرفی کانون هنری روح‌الله خالقی». کانون هنری روح‌الله خالقی. بایگانی‌شده از اصلی در ۱۹ ژوئیه ۲۰۲۰. دریافت‌شده در ۲۳ مارس ۲۰۲۱.
213. ↑  «کانون هنری روح‌الله خالقی در آمریکا». احساسات فرهنگی. ۲۱ آبان ۱۳۹۴. بایگانی‌شده از اصلی در ۲۵ ژانویه ۲۰۲۱. دریافت‌شده در ۱۹ آوریل ۲۰۲۱.
214. ↑  روشن‌روان، کامبیز. «بنیانگذار موسیقی ملی ارکسترال». ایران آنلاین. بایگانی‌شده از اصلی در ۱۴ ژانویه ۲۰۱۹. دریافت‌شده در ۱۹ آوریل ۲۰۲۱.
215. ↑  ««آبی‌تر از آسمان» به تدوین رسید/ رونمایی از تیزر». خبرگزاری مهر. ۳۱ تیر ۱۳۹۶. بایگانی‌شده از اصلی در ۹ مارس ۲۰۱۸. دریافت‌شده در ۲۸ فوریه ۲۰۲۱.
216. ↑  «ای ایران». مؤسسه فرهنگی هنری ماهور. بایگانی‌شده از اصلی در ۱۱ اوت ۲۰۲۰. دریافت‌شده در ۱۴ مارس ۲۰۲۱.
217. ↑  «نگاه غلامحسین صدری افشار به کتاب زندگی روح‌الله خالقی». همشهری آنلاین. ۵ آبان ۱۳۸۹. بایگانی‌شده از اصلی در ۲۶ سپتامبر ۲۰۲۰. دریافت‌شده در ۱۹ آوریل ۲۰۲۱.
218. ↑  وجدانی، فرهنگ تفسیری موسیقی، ۴۱.
219. ↑  شایگان، حسن. «بیست و پنجمین سالمرگ روح‌الله خالقی». پژوهشگاه علوم انسانی و مطالعات فرهنگی. بایگانی‌شده از اصلی در ۱۱ فوریه ۲۰۲۰. دریافت‌شده در ۱۹ آوریل ۲۰۲۱.
220. ↑  «می ناب». مؤسسه فرهنگی هنری ماهور. بایگانی‌شده از اصلی در ۱۳ اوت ۲۰۲۰. دریافت‌شده در ۱۹ آوریل ۲۰۲۱.
221. ↑  میرعلینقی، علیرضا. «موسیقی ایرانی و اسناد تاریخی معاصر». گنجینه اسناد پاییز و زمستان ۱۳۷۰ - شماره ۳ و ۴، از صفحه ۱۳۰ تا ۱۴۷، از طریق نورمگز. بایگانی‌شده از اصلی در ۱۹ آوریل ۲۰۲۱. دریافت‌شده در ۱۹ آوریل ۲۰۲۱.

## برای مطالعهٔ بیشتر
- حدادی، نصرت‌الله (۱۳۷۶). فرهنگنامهٔ موسیقی ایران. تهران: توتیا. شابک ۹۶۴-۹۰۳۷۳-۴-۹.
- خالقی، روح‌الله (۱۳۷۷). سرگذشت موسیقی ایران (جلد سوم به همراه خلاصهٔ جلد اول و دوم)، به کوشش ساسان سپنتا. تهران: مؤسسه فرهنگی هنری ماهور. شابک ۹۶۴-۶۴۰۹-۱۷-۲.
- خالقی، روح‌الله (۱۳۷۷). نظری به موسیقی (چاپ چهارم). تهران: محور. شابک ۹۶۴-۵۵۰۹-۳۴-۳.
- راهگانی، روح‌انگیز (۱۳۷۷). تاریخ موسیقی ایران. تهران: بشیرو. شابک ۹۶۴-۹۰۴۴۹-۱-۴.
- جوادی، غلامرضا (۱۳۸۰). موسیقی ایران از آغاز تا امروز. تهران: همشهری. شابک ۹۶۴-۶۲۷۴-۴۲-۰.